# Type de carrosserie
 (avril 2024).
Si vous disposez d'ouvrages ou d'articles de référence ou si vous connaissez des sites web de qualité traitant du thème abordé ici, merci de compléter l'article en donnant les références utiles à sa vérifiabilité et en les liant à la section « Notes et références ».
Depuis le début de l'histoire de l'automobile, on essaye de classer les types de carrosserie. Cependant, ces différentes tentatives n'ont jamais réellement convergé en raison, entre autres, de l'évolution des carrosseries ainsi que des différences importantes d'un pays à l'autre. Dans la version classique, la carrosserie de la berline a trois volumes visuels, c'est-à-dire qu'elle est divisée en trois zones clairement définies : le capot pour le moteur, la cabine pour le conducteur et les passagers, et un coffre séparé pour les bagages.

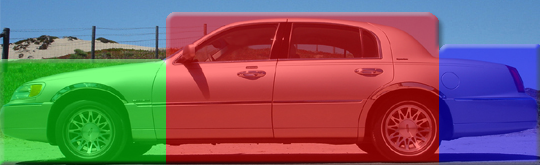
Les trois sections d'une berline quatre-portes tricorps.

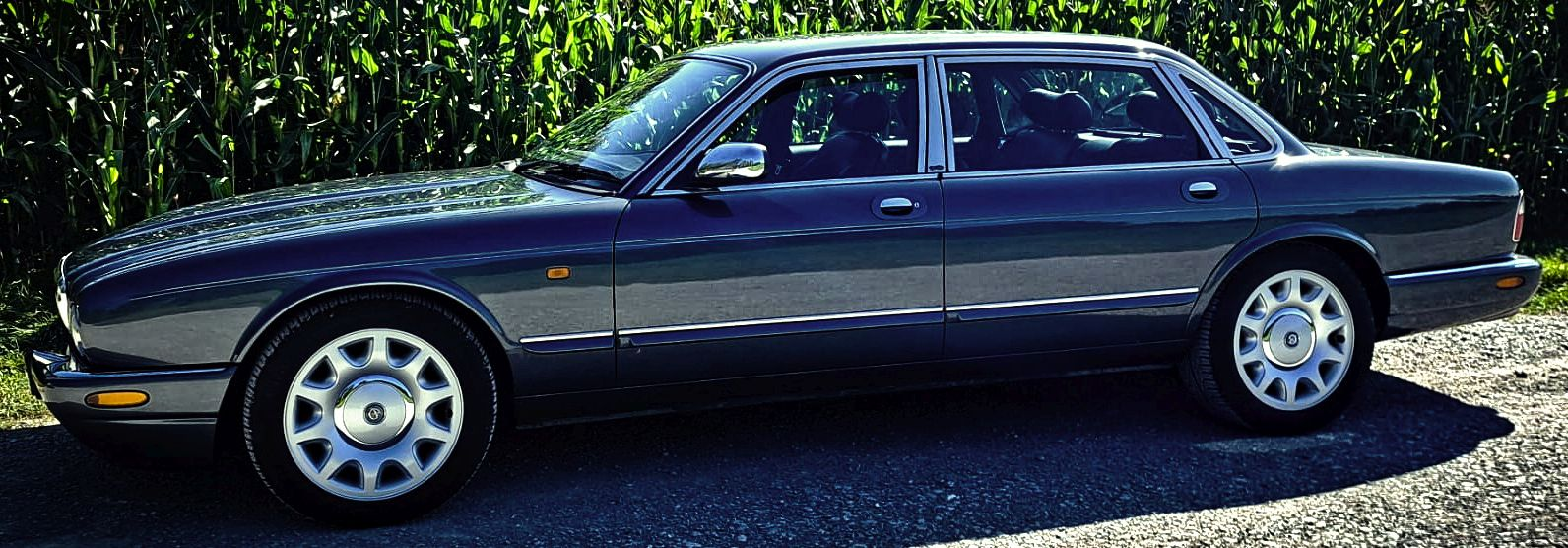
Daimler Super V8 (1998).

## Historique
Tous les types de carrosseries automobiles ont conservé le nom d'origine du véhicule hippomobile correspondant. Certains tirent leur nom de leurs caractéristiques (coupé désigne un type de voiture dont la caisse a été raccourcie et le nombre de places réduit, cabriolet une voiture à capote rabattable), ou de leur utilisation (le break, du verbe to break, rompre, dresser, servait au dressage des chevaux et ensuite au transport d'objets et de personnes). Cependant, d'autres tirent leur nom des lieux de fabrication de carrosses novateurs ou fameux, comme la berline de Berlin, la limousine du Limousin (si la limousine automobile est un véhicule de grand luxe, la limousine hippomobile était, elle, un véhicule utilitaire de livraisons ou tout grand véhicule à 3 glaces latérales), sedan pour la ville du même nom ; les landau et landaulet, de Landau, sont des types de carrosserie automobile disparus.
Léon Bollée dépose le nom de « voiturette » en 1896 de son tricycle, et en réponse Decauville sort sa « voiturelle » à 4 roues en 1898. Les autres constructeurs font breveter à tour de bras des noms supposés leur valoir de meilleures ventes, à grands coups de réclame. 
De Dion-Bouton fut à l'origine d'un concept de carrosserie en 1899, celui du « vis-à-vis ». Il s'agit d'une « voiturette », beaucoup moins longue, pouvant accueillir quatre personnes en vis-à-vis, d'où son nom. Elle fut vendue jusqu'en 1902 à près de 2 970 exemplaires, record de production à cette époque.
Outre les habituelles carrosseries (tilbury, milord, américaine, charrette anglaise, dog-cart, duc…), des terminologies d'acception nouvelle furent associées à de nouvelles carrosseries : limousine, conduite intérieure, phaéton, torpédo… Dans cette « émancipation » de style, Jean Henri-Labourdette fut l'un des plus imaginatifs. Il transposa à l'automobile les formes de carène de bateaux ou d'avions, selon une structure qu'il nomma « torpédo-skiff ».

### Évolution de la classification
Voici les principaux jalons de la classification des types de carrosserie :
- en 1901, la Chambre syndicale de l'automobile définit cinq types de châssis et dix-huit types de carrosserie (duc, phaéton, skiff, tonneau, vis-à-vis...).
- en 1926, la British Engineering Standard Association définit vingt-et-un types de carrosserie (conduite intérieure, limousine, torpédo...).
- en juillet 1930, la Chambre syndicale française des carrossiers définit vingt-trois types.
- en octobre 1972, l'Organisation internationale de normalisation (ISO) définit huit types de carrosserie.

## Catégorisations
La législation française définit six catégories de carrosserie : conduite intérieure, cabriolet, break, commerciale, handicapés et divers.

## De nos jours
En se basant sur la norme ISO et l'évolution du vocabulaire automobile, on peut classer les carrosseries comme suit :

### Grands types de carrosserie
Ces grands types de carrosserie définissent davantage la silhouette que la carrosserie elle-même.

### Monocorps / monovolume

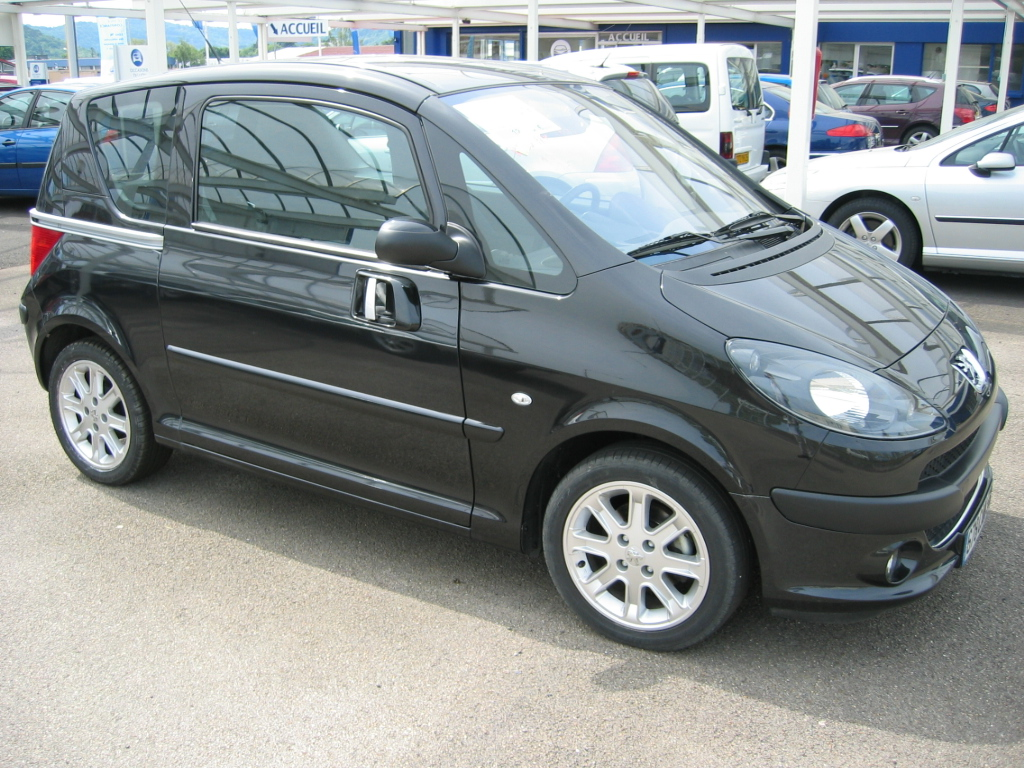
Peugeot 1007 monocorps.

Un monocorps (ou véhicule monocorps ; monovolume) est une voiture dont la silhouette ne présente aucun décrochement, son profil formant une ligne en tous points convexe de l'avant à l'arrière. Le pare-brise se situe dans le prolongement du capot.
Ce type de véhicule réunit dans un même volume :	
- le compartiment moteur ;
- l'habitacle ;
- l'espace pour les bagages.

On retrouve cette silhouette surtout sur les Segment A, Segment M1 et Segment monospace.
Les monovolumes disposent en général de cinq portes, mais il en existe aussi à trois portes (ex : Renault Twingo, Peugeot 1007 et Renault Avantime), Renault définissant même ce dernier comme un coupéspace.

### Bicorps / deux volumes

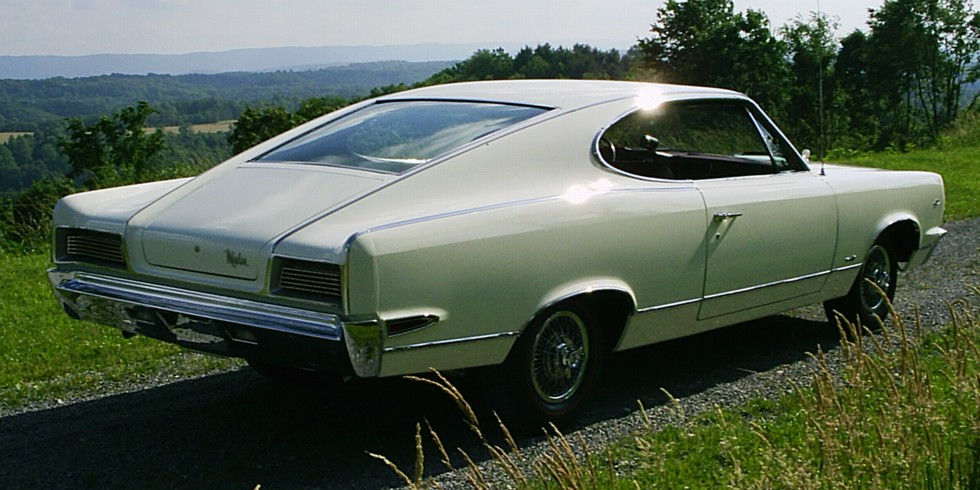
AMC Marlin bicorps.

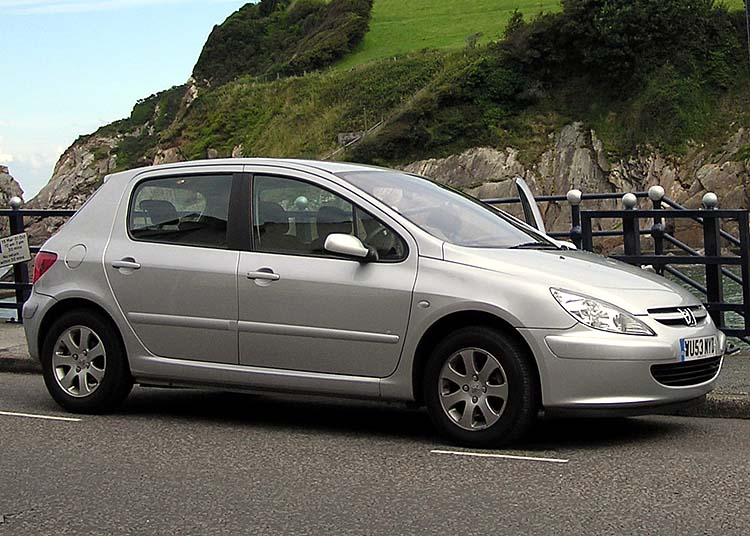
Peugeot 307 5 portes.

Un bicorps ou deux volumes est un véhicule dont la silhouette présente un décrochement à la base du pare-brise.
Ce type de véhicule comporte deux volumes distincts :
- le compartiment moteur ;
- l'habitacle incluant l'espace pour les bagages.

L'expression « deux volumes » est généralement moins utilisée que celle de « bicorps ».
On retrouve cette silhouette surtout sur les segments automobile A, B, M1, M2 et H1.
Concernant le nombre de portes, on retrouve dans cette catégorie les véhicules de type :
- 3 portes, avec un hayon ;
- 5 portes, avec un hayon ;
- fourgonnette, avec un hayon ou 2 portes battantes à l'arrière.

Historiquement, les deux volumes n'ont pas un nombre impair de portes. On compte en effet le hayon comme une porte depuis que celui-ci existe. Une Renault 4, une Renault 16 et la quasi-totalité des deux volumes actuelles sont donc des 3 ou 5 portes. Mais le hayon ne s'est généralisé que dans les années 1970 sur les deux volumes. La Citroën GS, la Peugeot 104 ou encore l'Alfa Romeo Alfasud sont ainsi nées avec quatre portes et non cinq, bien qu'étant des deux volumes. L'ouverture de leur coffre n'intégrait en effet pas la lunette arrière et ne pouvait donc être comptée comme une porte.
Par extension, plusieurs types de carrosseries peuvent être des bicorps :
- berline ;
- break ;
- SUV ;
- fourgonnette ;
- camionnette.

Dans les faits, les termes bicorps ou deux volumes sont essentiellement associés à des berlines. Les breaks, tout-terrains (SUV, Crossover, 4 × 4, etc.) et véhicules utilitaires appartiennent de fait à une catégorie définie simplement par leur appellation. Ainsi, une berline peut être deux volumes, trois volumes, voire monovolume. Un break, qui est d'emblée un véhicule à deux volumes (et n'a donc pas besoin de cette précision) répond donc davantage à la catégorisation « break » que « deux volumes ».

### Tricorps / trois volumes

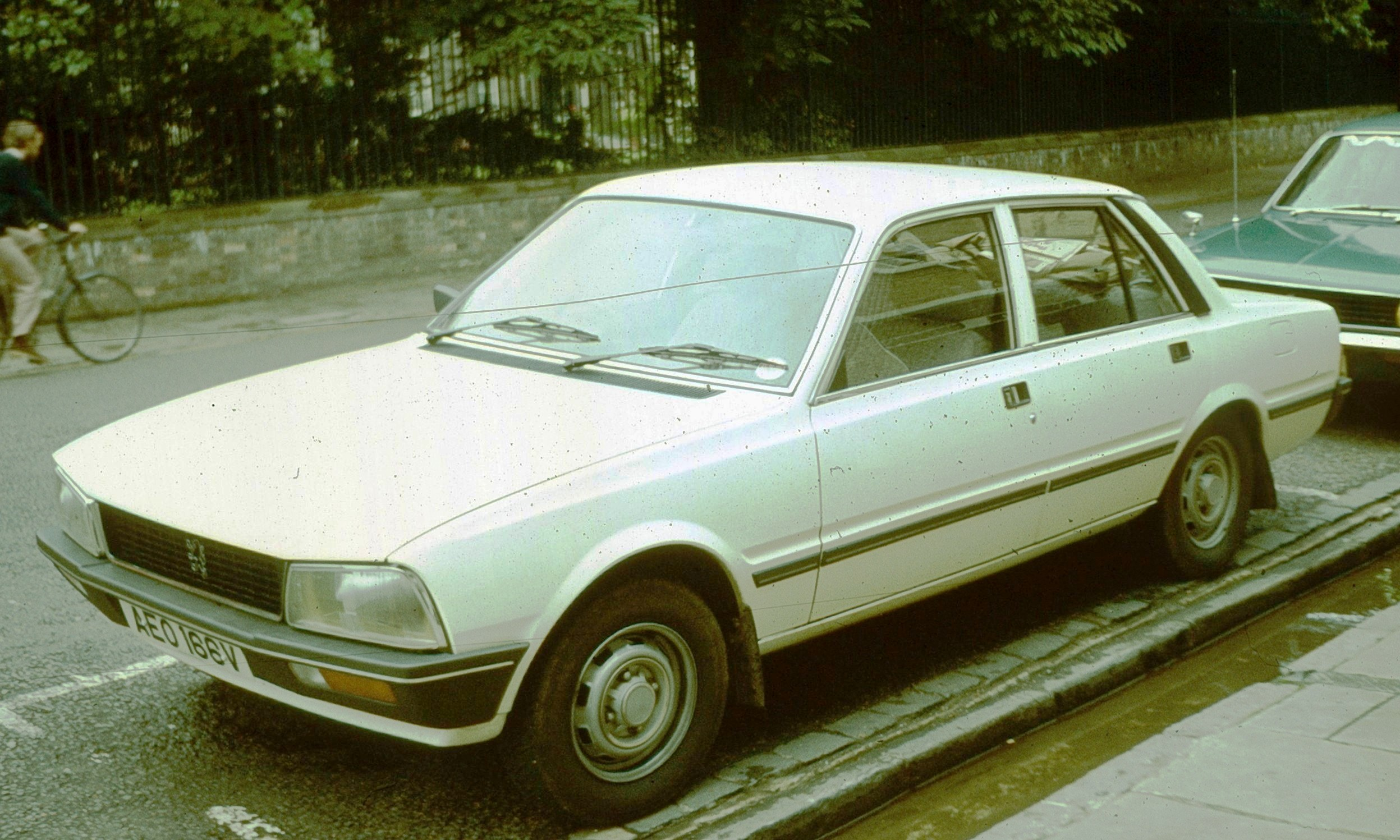
Peugeot 505 berline tricorps.

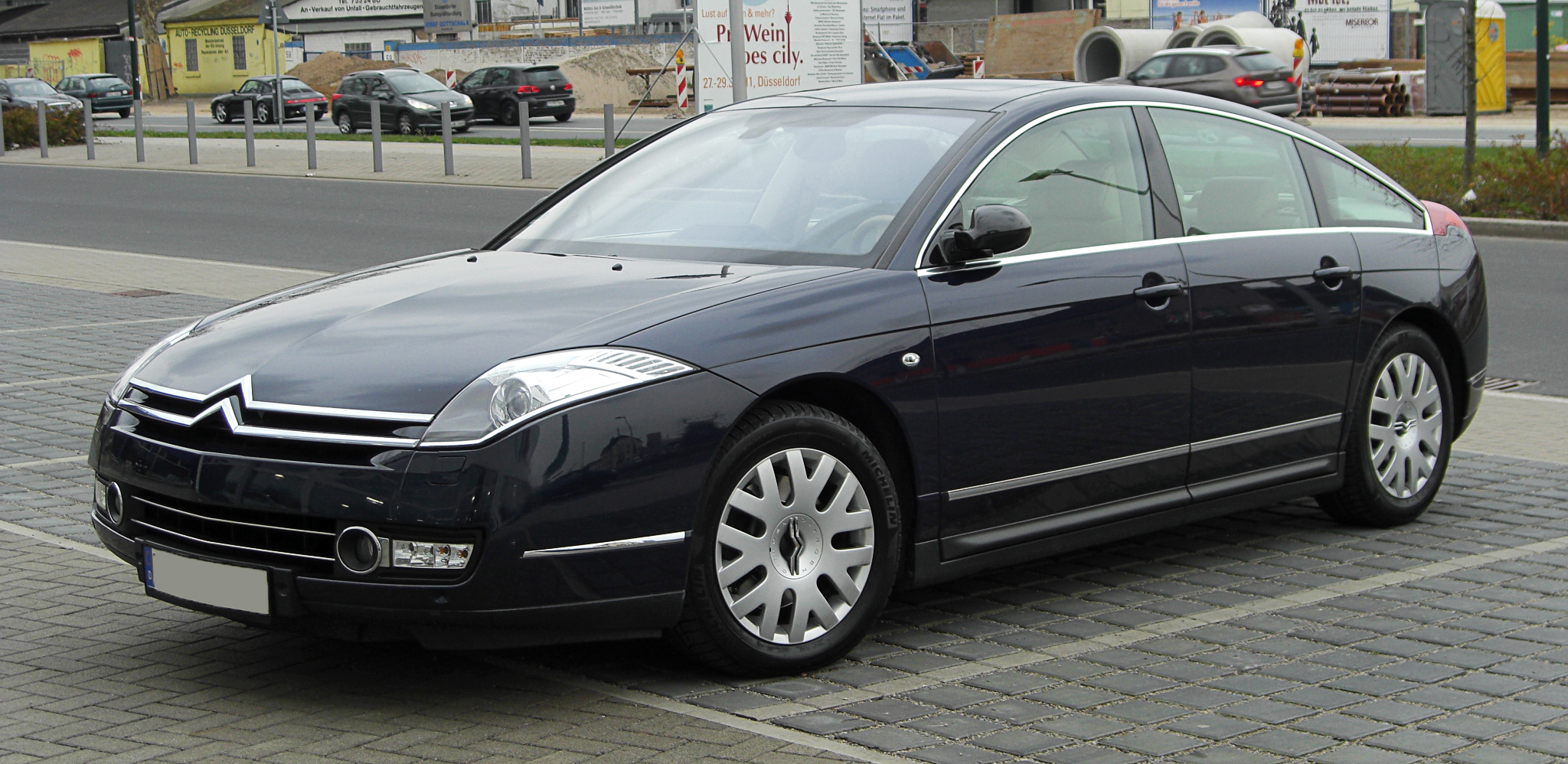
La Citroën C6 de 2005 est une grande berline tricorps à quatre portes (car dépourvue de hayon), qui se distingue en outre par ses vitres de portière sans encadrement.

Une tricorps (ou véhicule tricorps ou trois volumes) est une voiture dont la silhouette présente un décrochement à la base du pare-brise et à la base de la lunette arrière.
Ce type de véhicule comporte trois volumes distincts :
- le compartiment moteur,
- l'habitacle,
- le coffre (les anglophones utilisent l'appellation plus parlante encore de « three box », soit littéralement « trois boîtes » : le capot, l'habitacle et la malle arrière, bien distincts les uns des autres. Le terme  « trois volumes » est plus couramment utilisé que le terme « tricorps »).

La définition même des berlines trois volumes fait qu'elles ne disposent pas de hayon. Sauf exception (asymétrie droite-gauche), elles ont donc un nombre de portes pair : deux ou quatre (voire six mais, dans ce cas, bien que trois volumes, elles appartiennent davantage à la catégorie des limousines).
On retrouve cette silhouette surtout sur les Segment M2 (berlines moyennes supérieures) et Segment H1 (grandes routières). Dans certains pays de l'est et du sud de l'Europe, ainsi qu'en Amérique latine notamment, on trouve également des trois volumes du segment B. Enfin, la catégorie des compactes est aussi souvent déclinée en berline trois volumes, y compris en Europe (Volkswagen Jetta, Renault Fluence) bien que la demande y soit faible ; elle est forte surtout aux États-Unis et en Asie.

### Type selon nombre de portes battantes
- deux, trois, quatre ou cinq portes qui peuvent comprendre :
  - couvercle de coffre ;
  - portière antagoniste ou porte-suicide (Facel Vega Excellence, Lincoln Continental, Opel Meriva II, Rolls-Royce Ghost) ;
  - hayon (ou volet arrière) ;
  - porte papillon (Mercedes 300SL, DeLorean DMC-12) ;
  - porte élytres (ex. Lamborghini Countach) ;
  - porte coulissante (ex. Peugeot 1007).

- particularités :
  - sans porte (buggy, Mini Moke, Jeep, barquette et roadsters sans portes) ;
  - une seule porte (Isetta, Messerschmitt KR 175 et KR 200).

### Genres de carrosserie européens
En 2001, la législation européenne, dans la Directive 2001/116/CE de la Commission du 20 décembre 2001 publie différents genres de carrosseries en partageant certaines définitions publiques avec une norme payante:
| Catégorie                   | Sigle | Dénomination européenne     | Norme ISO                          | Particularité européenne |
| --------------------------- | ----- | --------------------------- | ---------------------------------- | --- |
| Voitures particulières (M1) | AA    | Berline                     | Norme ISO 3833:1977, point 3.1.1.1 | y compris les véhicules comportant plus de quatre fenêtres latérales                                                                                         |
| Voitures particulières (M1) | AB    | Voiture à hayon arrière     |                                    | Berline (AA) dotée d'un hayon à l'arrière du véhicule |
| Voitures particulières (M1) | AC    | Break (familiale)           | Norme ISO 3833:1977, point 3.1.1.4 | |
| Voitures particulières (M1) | AD    | Coupé                       | Norme ISO 3833:1977, point 3.1.1.5 | |
| Voitures particulières (M1) | AE    | Cabriolet                   | Norme ISO 3833:1977, point 3.1.1.6 | |
| Voitures particulières (M1) | AF    | Véhicule à usages multiples |                                    | Véhicule à moteur autre que ceux visés sous AA à AC et destiné au transport de voyageurs et de leurs bagages ou de leurs biens, dans un compartiment unique. |

| Dénomination européenne           | Classe I | Classe II | classe III | classe A | classe B |
| --------------------------------- | -------- | --------- | ---------- | -------- | -------- |
| sans impériale                    | CA       | CI        | CQ         | CU       | CW       |
| à impériale                       | CB       | CJ        | CR         |          |          |
| articulé sans impériale           | CC       | CK        | CS         |          |          |
| articulé à impériale              | CD       | CL, CP    | CT         |          |          |
| surbaissé sans impériale          | CE       | CM        |            | CV       |          |
| surbaissé à impériale             | CF       | CN        |            |          |          |
| articulé surbaissé sans impériale | CG, CH   | C0        |            |          |          |

| Sigle | Dénomination européenne       | Particularité                                       |
| ----- | ----------------------------- | --------------------------------------------------- |
| BA    | Camion                        |                                                     |
| BB    | Fourgonnette                  | Camion dont la cabine est intégrée à la carrosserie |
| BC    | Vehicule train semi-remorques |                                                     |
| BD    | Vehicule train remorques      |                                                     |

#### Types de carrosserie 2.0
Selon la définition ISO de 1977. Norme 3833:1977.
Le graphique qui aurait dû être présenté ici ne peut pas être affiché car il utilise l'ancienne extension Graph, désactivée pour des questions de sécurité. Des indications pour créer un nouveau graphique avec la nouvelle extension Chart sont disponibles ici.

## Berline
Pour les articles homonymes, voir Berline.
La berline, à l'origine, est une voiture hippomobile construite à Berlin pour l'électeur de Brandebourg. Sa robustesse en fit au XVIIIe siècle le véhicule favori des voyages.
Actuellement, la berline est une automobile fermée par un toit rigide fixe, avec un pare-brise fixe, deux ou quatre portes latérales, et quatre vitres latérales. Le nombre de places d’une berline est au minimum de quatre. Pour certains modèles à deux portes latérales, la dénomination officielle « coach » tombée en désuétude est remplacée par « berline deux portes ». 

### Différentes formes
Cette carrosserie peut avoir trois types de silhouette :
- Tricorps ;
- Bicorps ;
- Monocorps.

Le nombre de places à bord d'une berline est au minimum de quatre sur deux rangées, avec comme configurations possibles :
- 4 places (deux à l'avant et deux à l'arrière) ;
- 5 places (deux à l'avant et trois à l'arrière), le plus courant sur les voitures européennes ;
- 6 places (trois à l'avant et trois à l'arrière), configuration rare de nos jours, désormais réservée à quelques rares modèles américains.

La berline, avec deux ou quatre portes latérales, présentera :
- 2 portes pour les bicorps et tricorps à deux portes latérales ;
- 3 portes pour les bicorps et les monocorps à deux portes latérales ;
- 4 portes pour les tricorps à quatre portes latérales ;
- 5 portes pour les bicorps et les monocorps à quatre portes latérales.

#### Berline sans pilier central

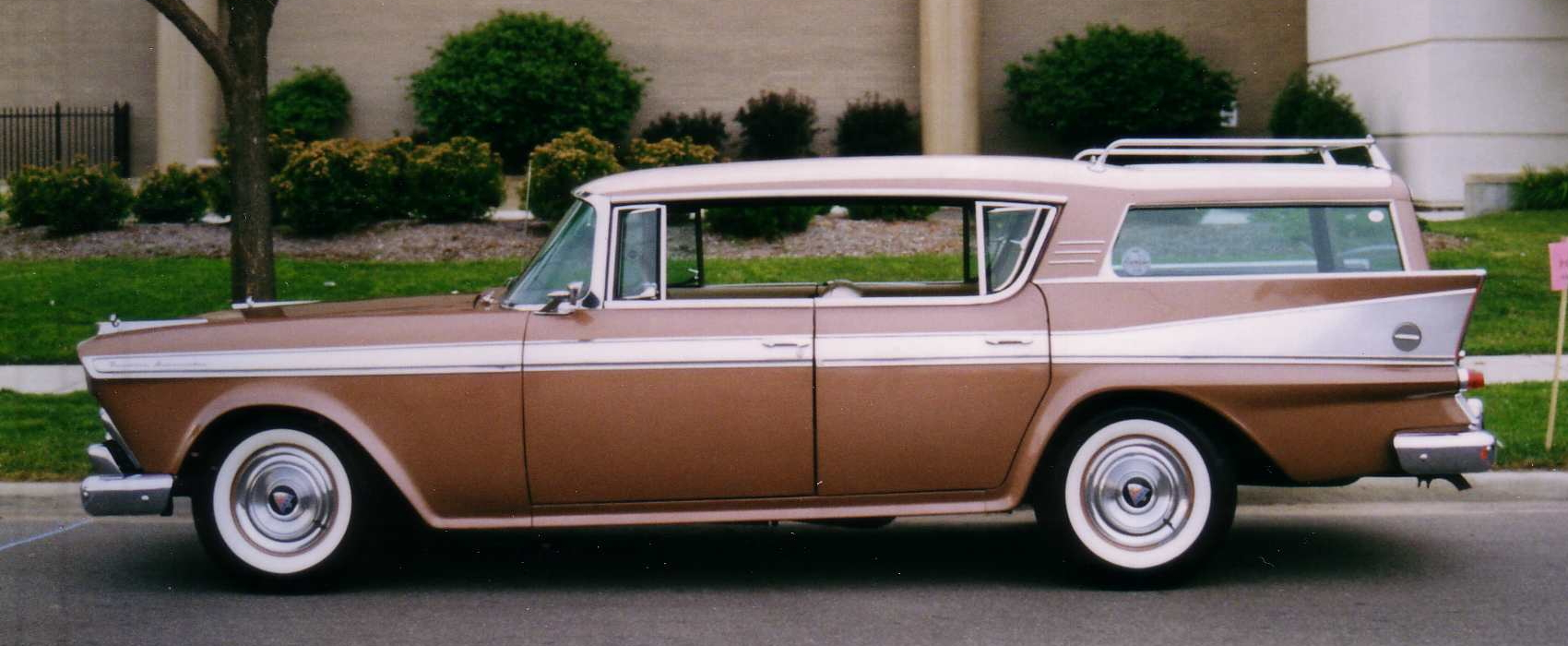
AMC Ambassador de 1958.

Une berline sans pilier central est un type de carrosserie introduit en 1955 sur les automobiles de marque Buick et Oldsmobile (« pillarless » en anglais) et devenu populaire par la suite aux États-Unis, et plus tard sur certaines voitures japonaises. Dans ce type de berline, le pilier qui soutient la porte arrière ne se prolonge pas jusqu'au toit de la voiture. Les inconvénients de ce type de carrosserie sont un manque de rigidité et le manque de protection des passagers en cas de choc latéral.
Parmi les berlines sans pilier central françaises, on trouve la très luxueuse Facel Vega Excellence des années 1960 et la Renault Avantime (2001-2003).
Cette architecture est à distinguer de la construction de portière sans montants, plus fréquente, où les vitres sont montées sans encadrement, comme sur les Citroën DS et C6 ou de nombreux coupés, comme la MG MGB. L'inconvénient de cette conception est la difficulté à assurer une bonne étanchéité de la portière en position fermée, surtout à grande vitesse.

### Appellations étrangères
Les équivalents en langues étrangères sont :
- Limousine (de)  en allemand, toutes sortes de berlines sont appelées « limousines » (même si « berline » vient de « Berlin »); même les voitures citadines ou compactes, les limousines au sens français, sont appelées « Luxuslimousine » (« limousine de luxe »)

Limousine désigne les voitures équipées de trois vitres latérales (fixes ou non) par côté telles que la Citroën BX et la Renault 4L ;
- Saloon en anglais (Grande-Bretagne et Irlande) ;
- Sedan en anglais (États-Unis et autres).

Berlines
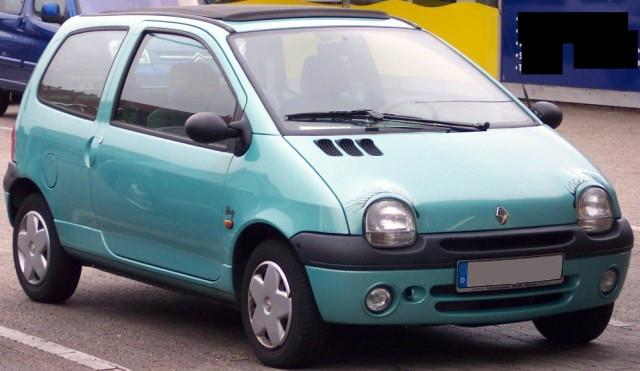
Renault Twingo citadine monocorps.
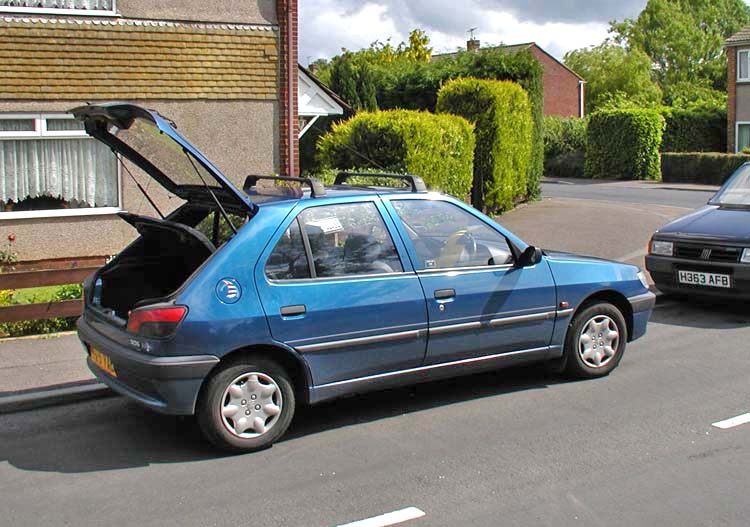
Peugeot 306 berline 5 portes.
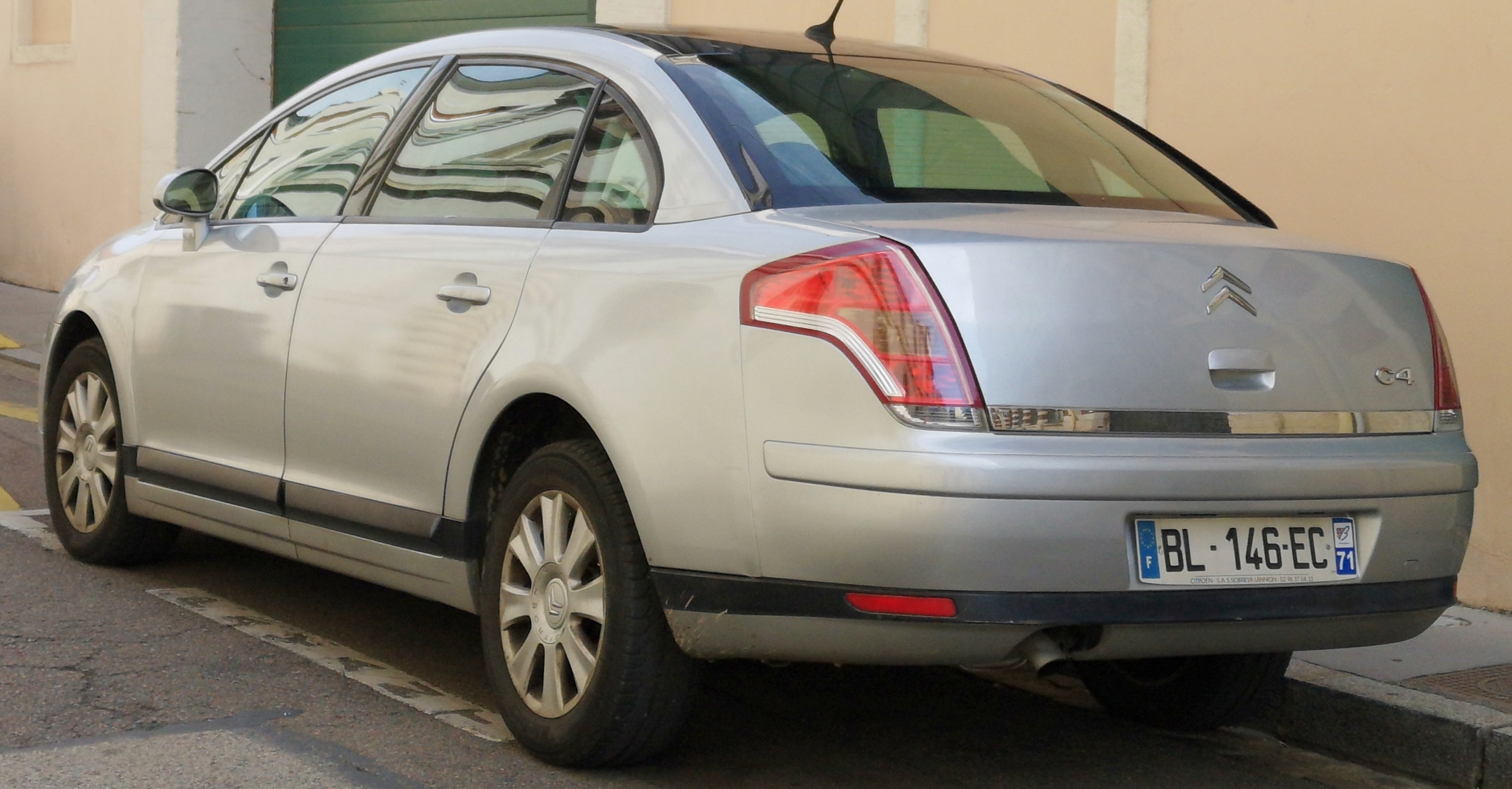
Citroën C4 2004 berline tricorps.

## Break

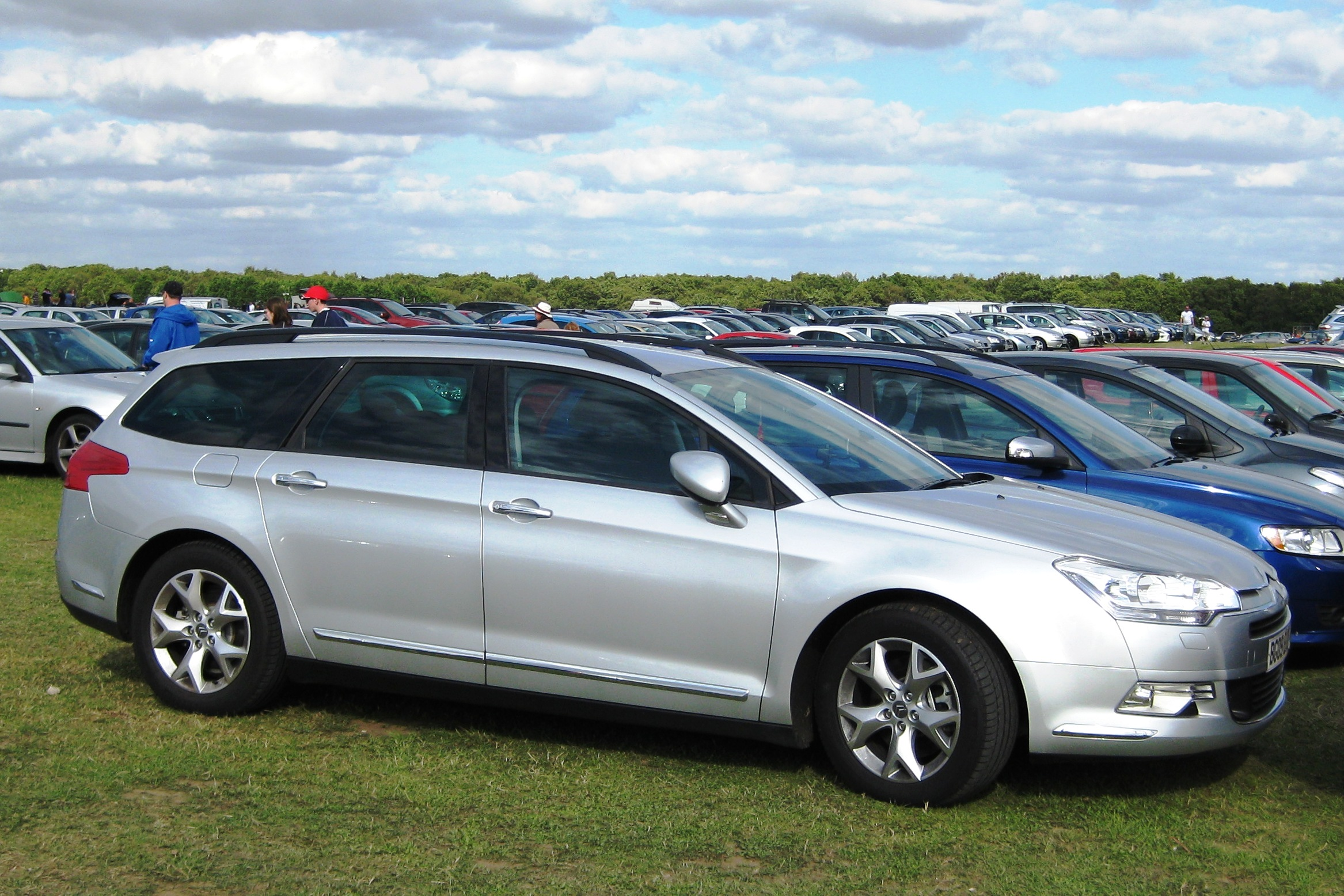
Citroën C5 II Tourer en modèle break.

Un break (faux anglicisme), ou une familiale au Canada français, est un type de carrosserie automobile similaire à une berline, mais avec un toit qui se prolonge jusqu'à l'aplomb de l'arrière du véhicule. En anglais, il existe plusieurs termes selon les pays : « estate » (au Royaume-Uni), « station wagon » (aux États-Unis, au Canada anglophone et en Australie) le terme « wagon » tout court est aussi parfois utilisé en Australie.

« Automobile dont le coffre peut communiquer avec l'habitacle en baissant le dossier de la banquette arrière amovible pour augmenter le volume utile. »

— wiktionary
Étymologie
Le terme français européen actuel vient, comme le nom des différents types de carrosseries automobiles, du nom d'un véhicule hippomobile : à l'origine, le break est une petite voiture destinée au dressage des chevaux (« to break » signifie dans le langage équestre « rompre », « dresser »).
Histoire
Par la suite, le break fut modifié pour le transport d'objets et de personnes en allongeant la caisse qui fut munie de deux banquettes en vis-à-vis. Puis, à partir de la généralisation des caisses carrées, vers les années 1920, ce que l'on appelle actuellement break fut appelé en français « limousine commerciale » ou « limousine familiale » selon le nombre de banquettes (un modèle très connu de ce type fut par exemple la Citroën Traction Avant, dont les dérivés en carrosseries limousines commerciale et familiales furent très populaires en France).
Emploi
Le terme « break » est principalement employé par les Européens francophones (donc en français familial) et parfois par les Britanniques à la place d'estate[réf. nécessaire].
Le nombre de places est au minimum de cinq, avec comme configurations possibles:
- 5 places (deux à l'avant et trois à l'arrière), le plus courant sur les voitures européennes ;
- 6 places (trois à l'avant et trois à l'arrière), fréquent sur les américaines jusque dans les années 1970 et sur quelques modèles européens jusque dans les années 1960 ;
- 6 places (deux à l'avant, deux à l'arrière et deux supplémentaires sur une troisième rangée), même s'il s'agit d'une configuration peu courante ;
- 7 places (deux à l'avant, trois à l'arrière et deux supplémentaires sur une troisième rangée) comme dans la Citroën ID/DS 19 (-23) Break et la Dacia Logan MCV, parfois dos à la route comme ce fut le cas pour certains breaks Volvo.
- 9 places pour certains Full-size, comme le Ford Galaxie qui pouvait être configuré avec deux bancs de deux places dans le coffre.

## Break de chasse
Le break de chasse, également appelé shooting-brake, est un type de carrosserie bicorps, disposant d'une silhouette relativement basse. Il s'agit le plus souvent de l'évolution d'un coupé ou d'un cabriolet vers un break, dont l'utilisation est plus orientée vers les loisirs que vers une fonction utilitaire pure. De fait, de nombreux breaks de chasse sont basés sur des coupés luxueux. Toutefois, il existe des exceptions comme la Kia ProCeed, basée sur la berline compacte Ceed.

Breaks de chasse
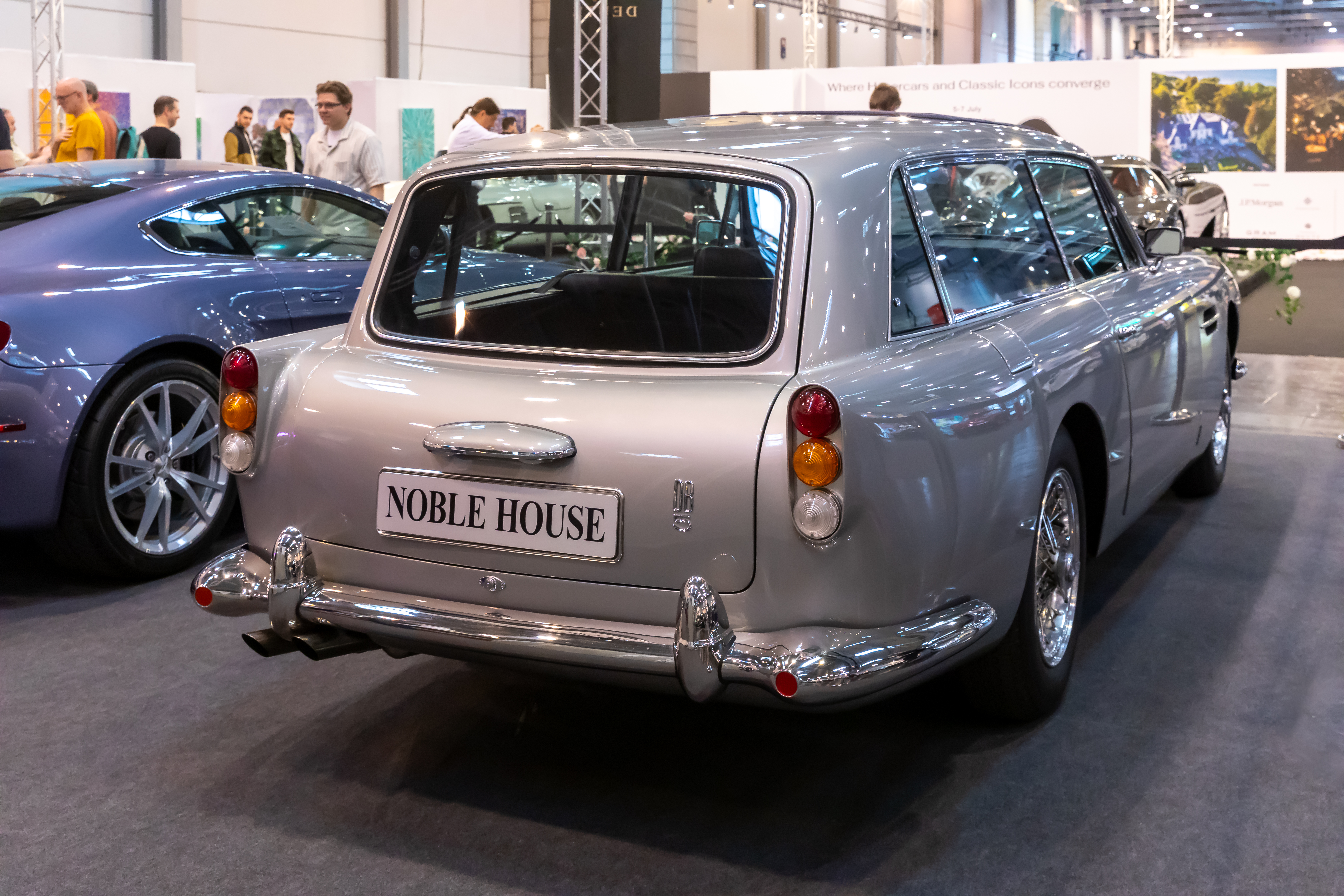
Aston Martin DB5.
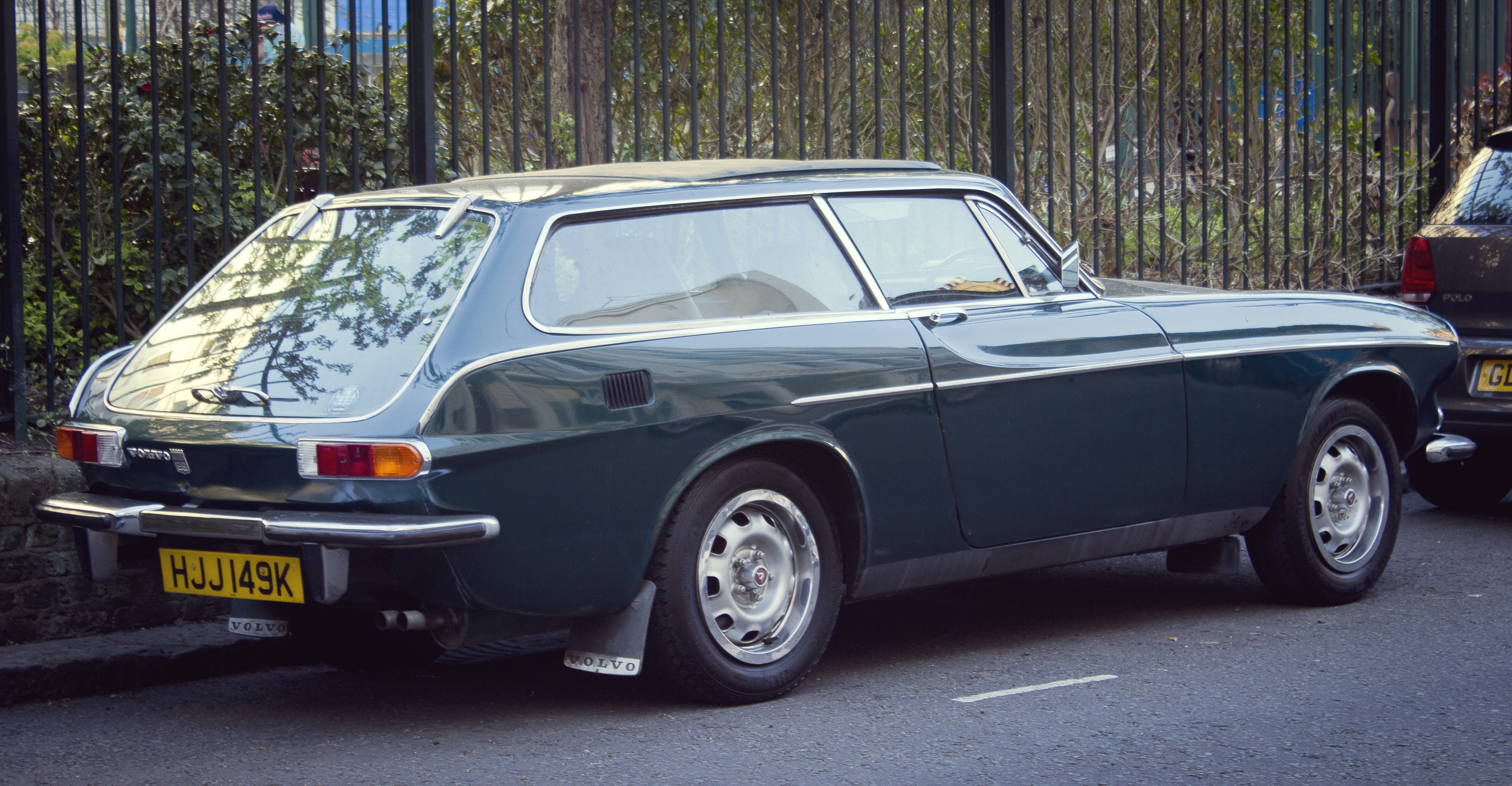
Volvo P1800.
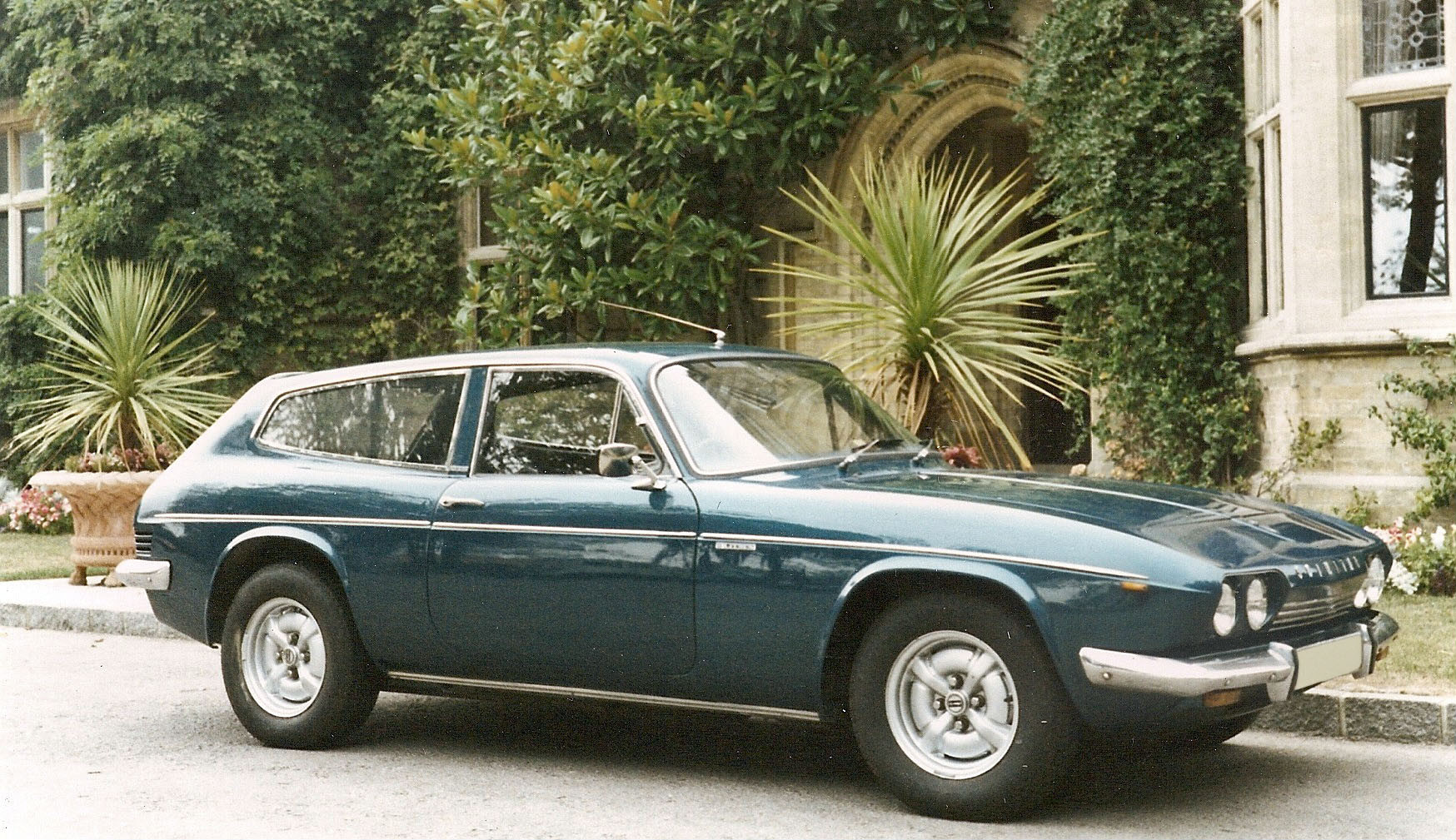
Reliant Scimitar GTE.
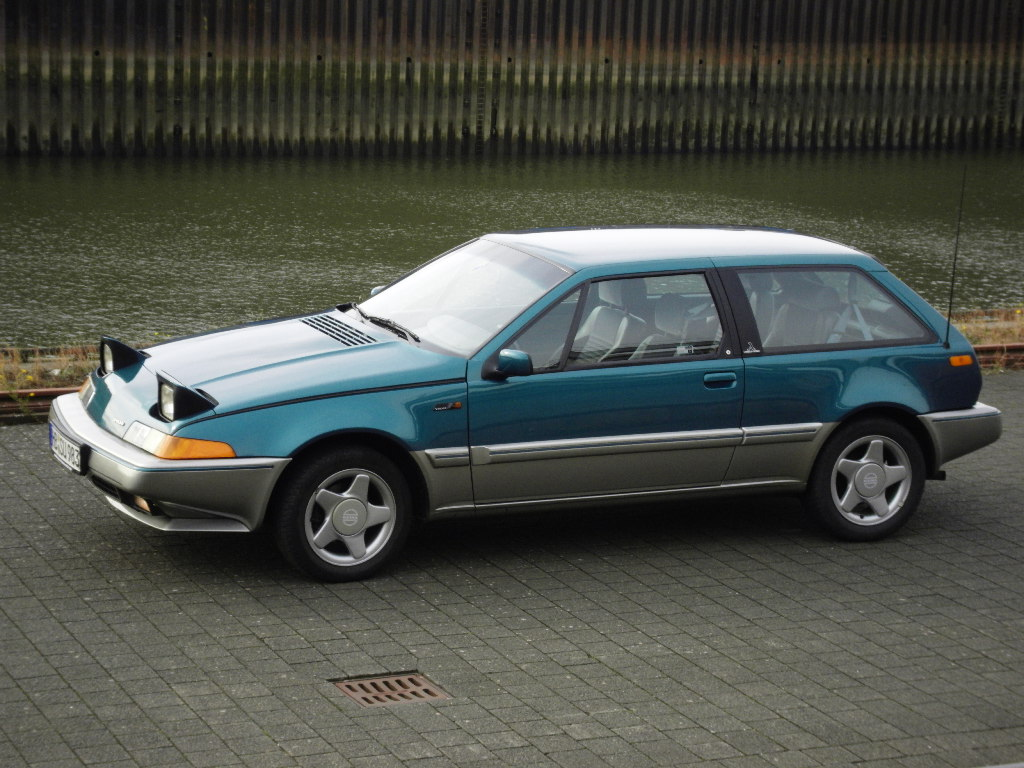
Volvo 480.
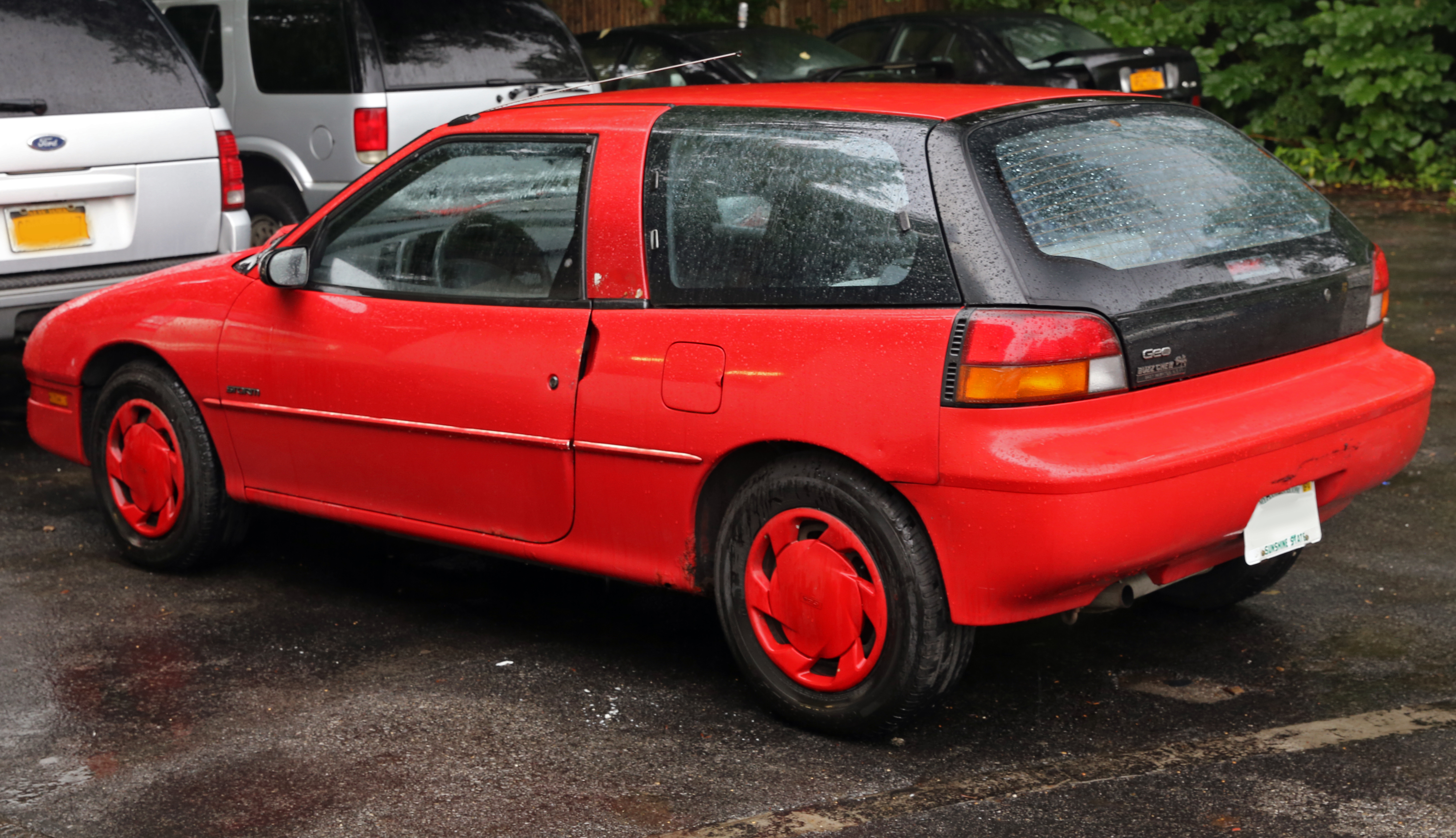
Geo Storm.
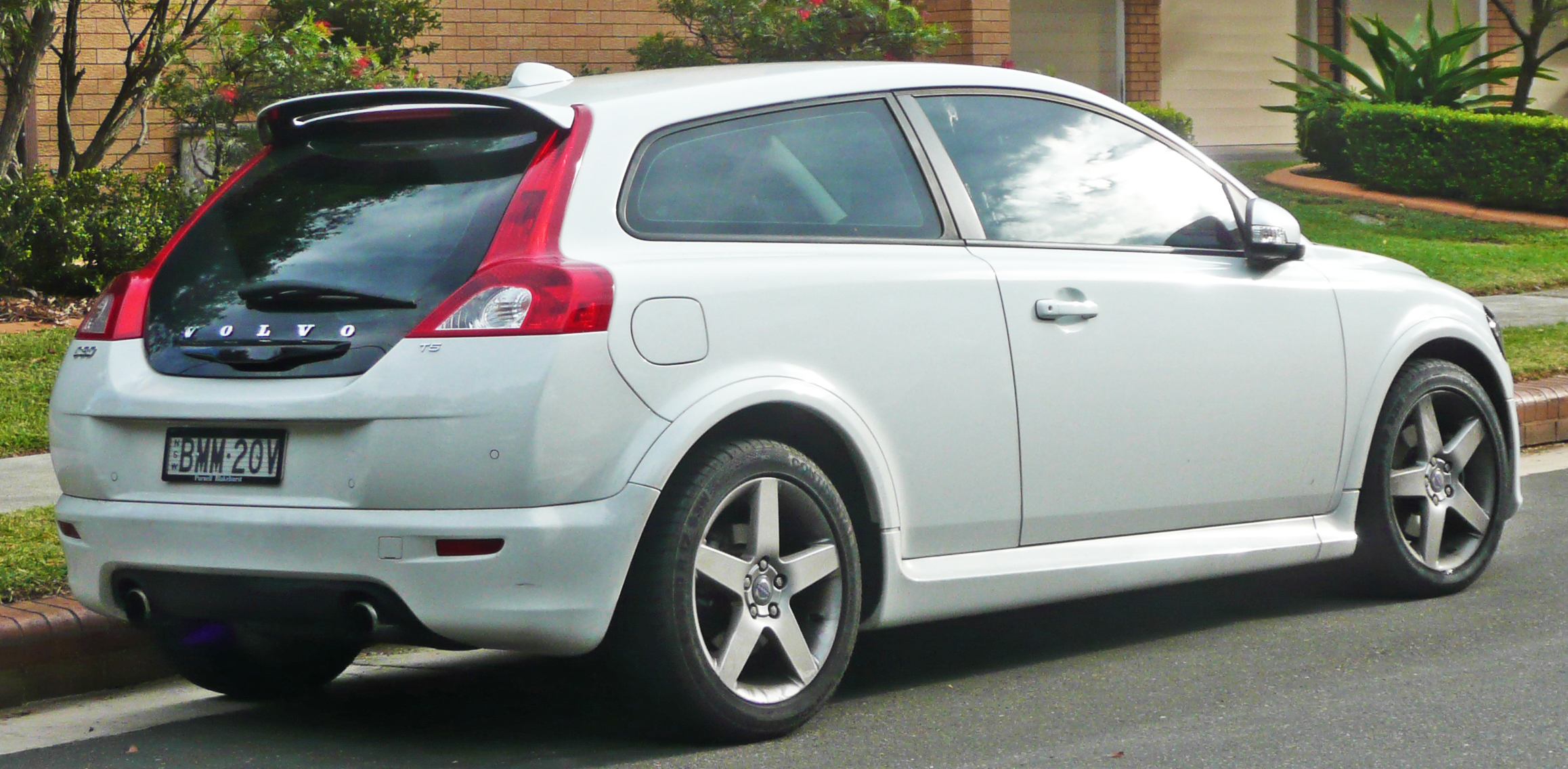
Volvo C30.
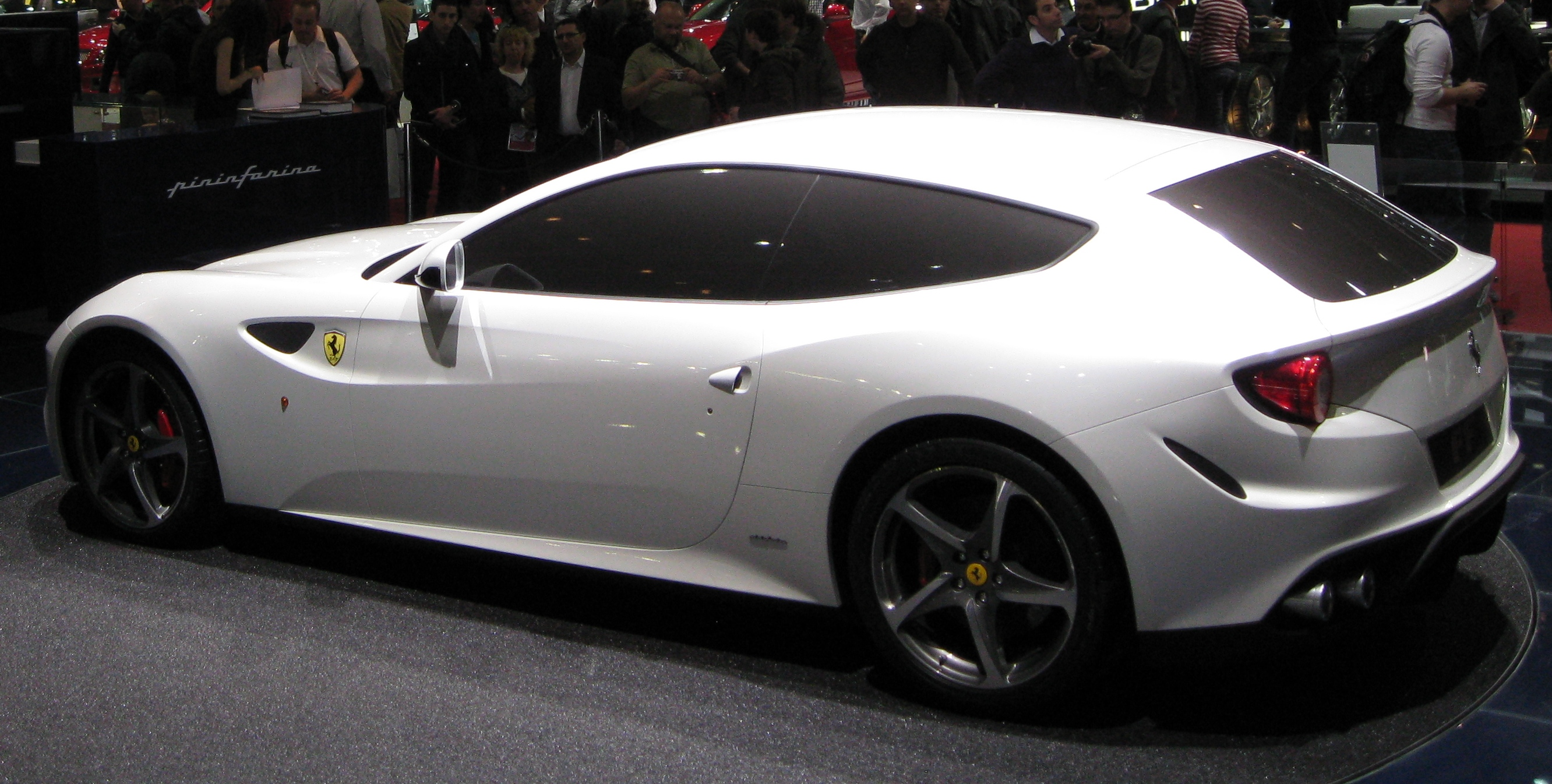
Ferrari FF.
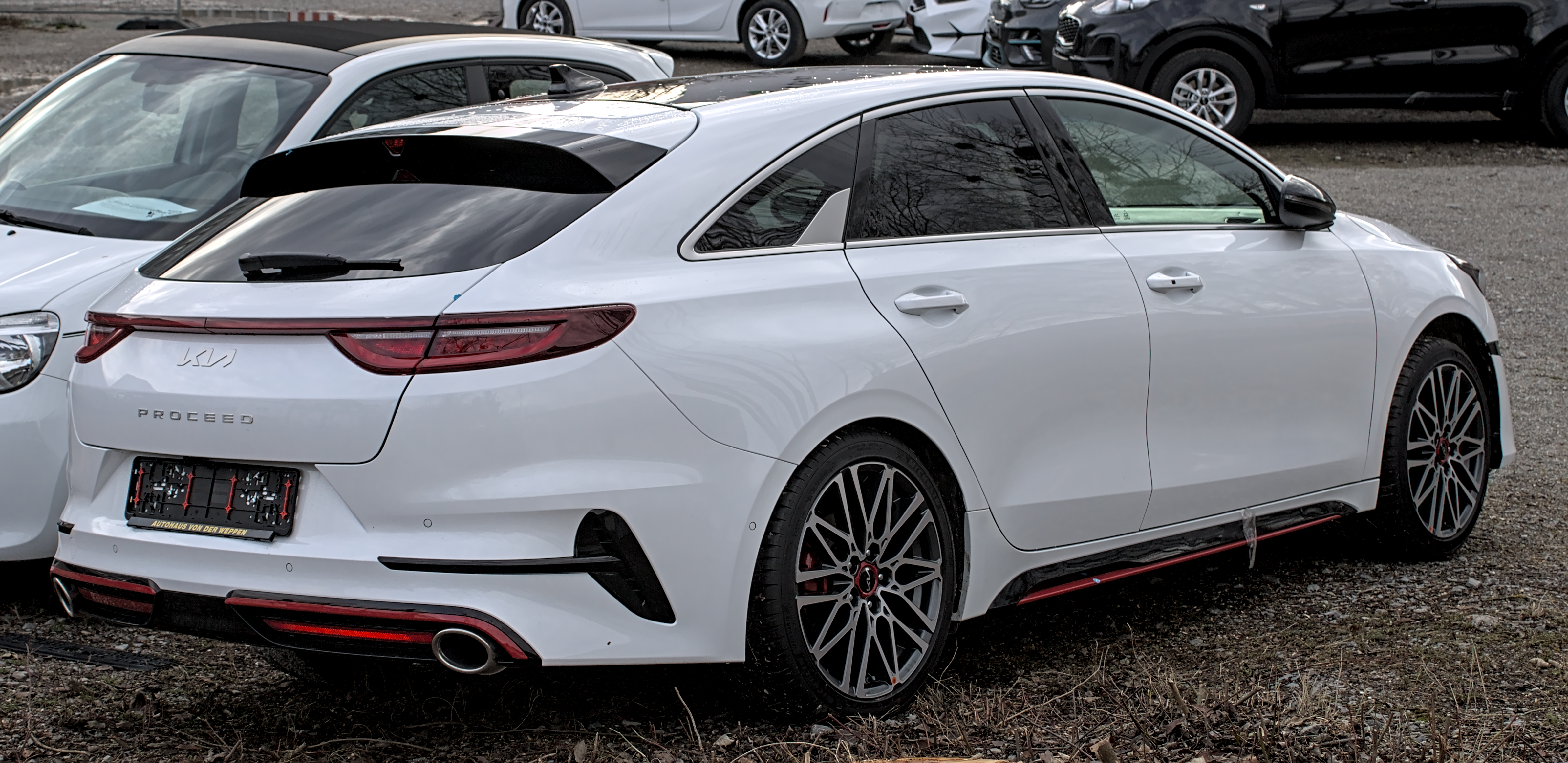
Kia ProCeed.

## Buggy
Le nom « Buggy » vient du français Boquet, voiture hippomobile légère, ouverte, inventée auXVIIIe siècle.

## Coupé
Un coupé est à l'origine une carrosserie fermée à deux portes et deux glaces latérales (ce qui le distinguait du coach, à quatre glaces latérales). De nos jours, le terme « coupé » désigne le plus souvent une berline à deux portes possédant généralement deux ou quatre places. Certains coupés comptent cinq places, voire six (trois à l'avant, trois à l'arrière) à bord de certains modèles américains des années 1950 à 1970. Un coupé se caractérise souvent par une hauteur plus faible que la berline équivalente. En fait, très souvent, le terme « coupé » désigne un coach, c'est-à-dire une berline deux portes, quatre places à caractère sportif ou bourgeois, pour le distinguer d'une berline trois ou quatre portes vendue pour une utilisation plus familiale.
Généralement, il s'agit d'une déclinaison d'un modèle de voiture dite berline. Il existe aussi des coupés non dérivés de berlines. Il s'agit le plus souvent de voitures dites de Grand Tourisme (par exemple la Porsche 911), représentant de plus faibles volumes de vente. Enfin, il existe un type de modèle qui combine le principe du coupé et du cabriolet, dit « coupé cabriolet ».

Coupés
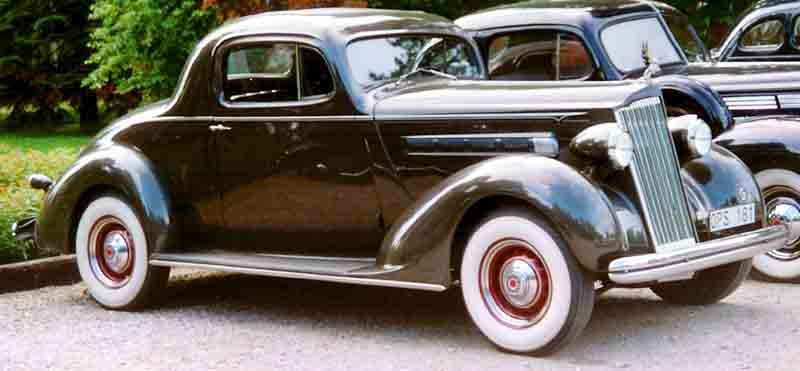
Packard 8 Coupé de 1936.
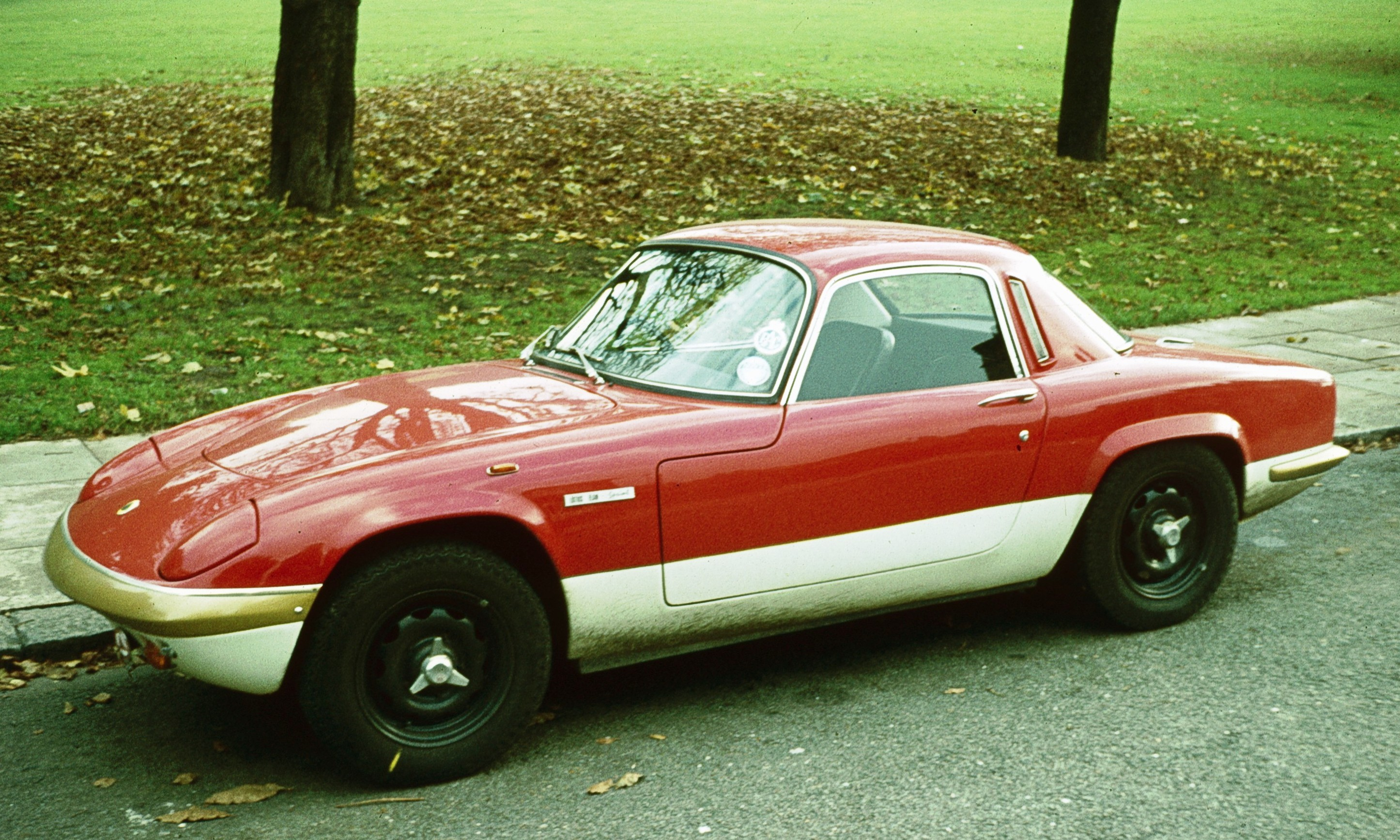
Lotus Elan coupé de 1974.
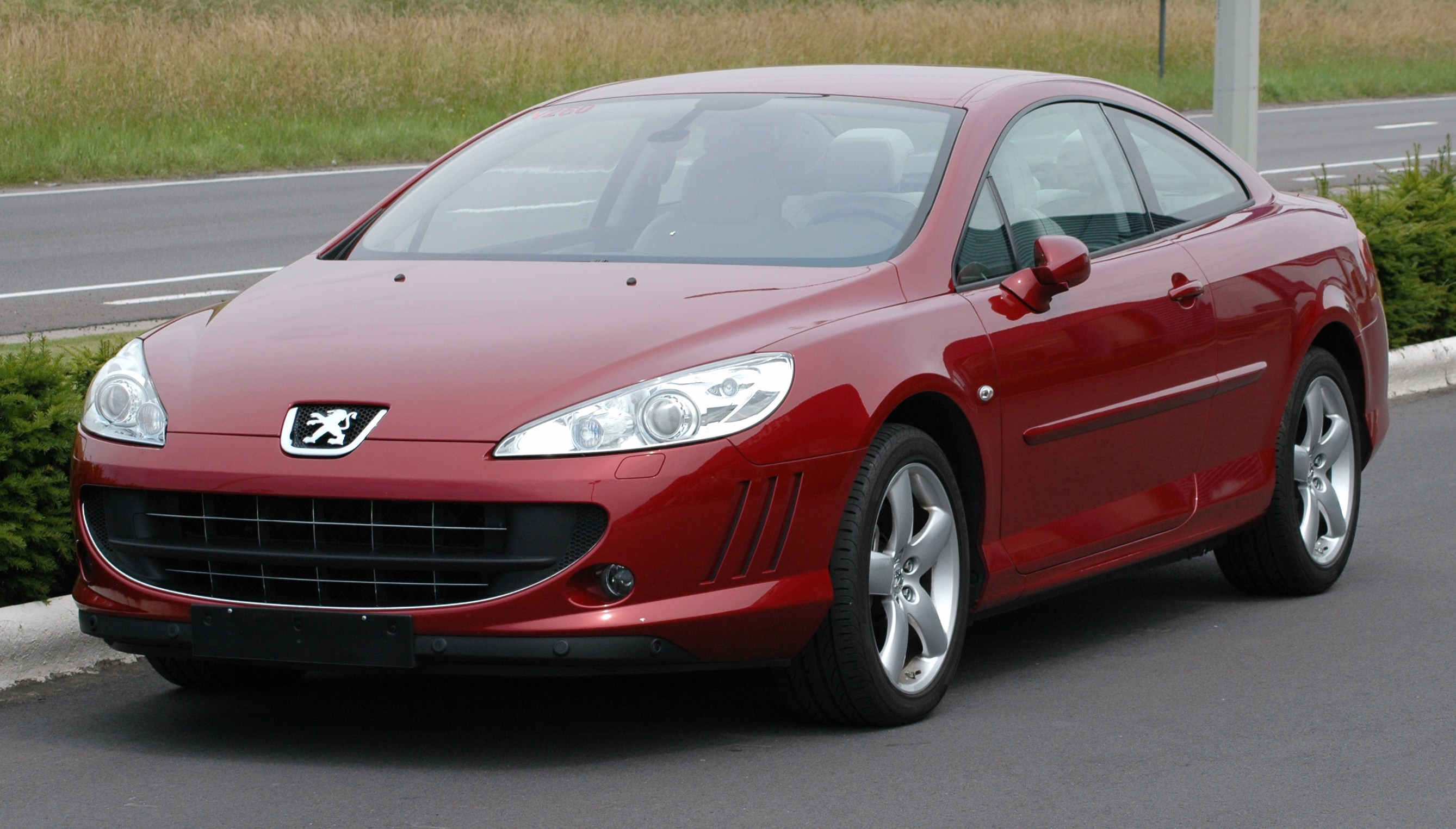
Peugeot 407 coupé.
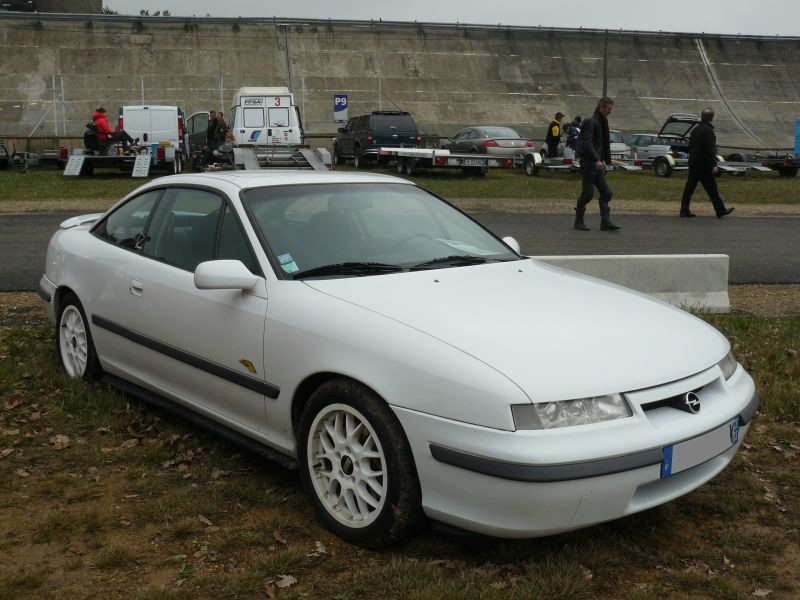
Opel Calibra coupé de 1995.

### Coupé sans montants

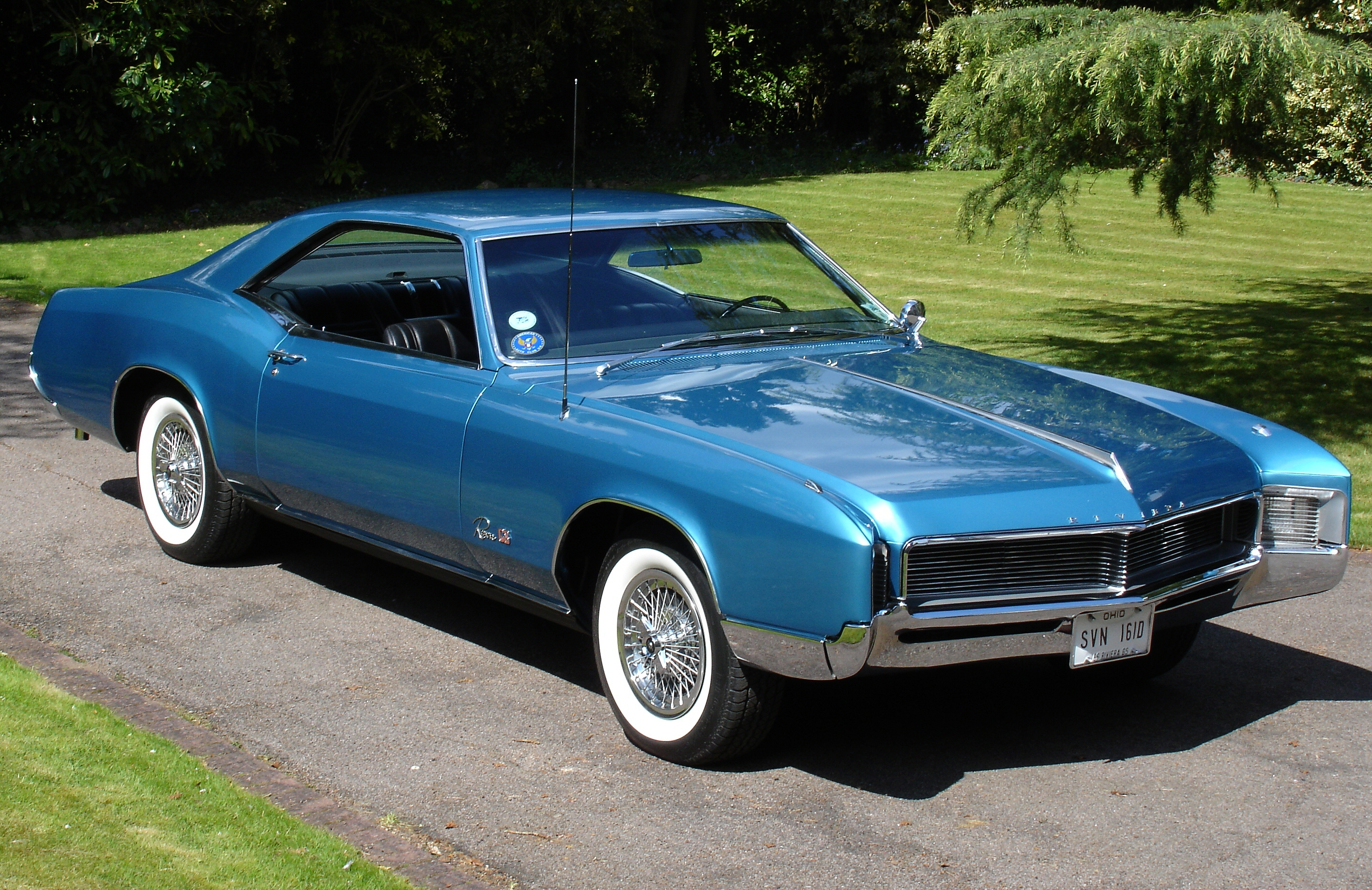
Buick Riviera coupé de 1966 sans montant, dit aussi « hard-top ».

Style de carrosserie introduit par Buick en 1949 sur le modèle Roadmaster Riviera qui combine le toit fixe d'un coupé et l'absence de montants centraux entre les quatre glaces latérales qui s'abaissent et donnent l'illusion d'une glace latérale unique, comme sur un coupé authentique. Le terme anglophone « hardtop » est souvent utilisé et vient de l'appellation « hard top convertible » introduite par GM en 1949 pour identifier ces modèles qui utilisaient une carrosserie de décapotable à laquelle un toit fixe avait été soudé.
Ce style de carrosserie fut populaire aux États-Unis pendant plusieurs années de même qu'au Japon. Certaines voitures européennes sont toujours disponibles avec ce style de carrosserie.

### Coupé 4-portes

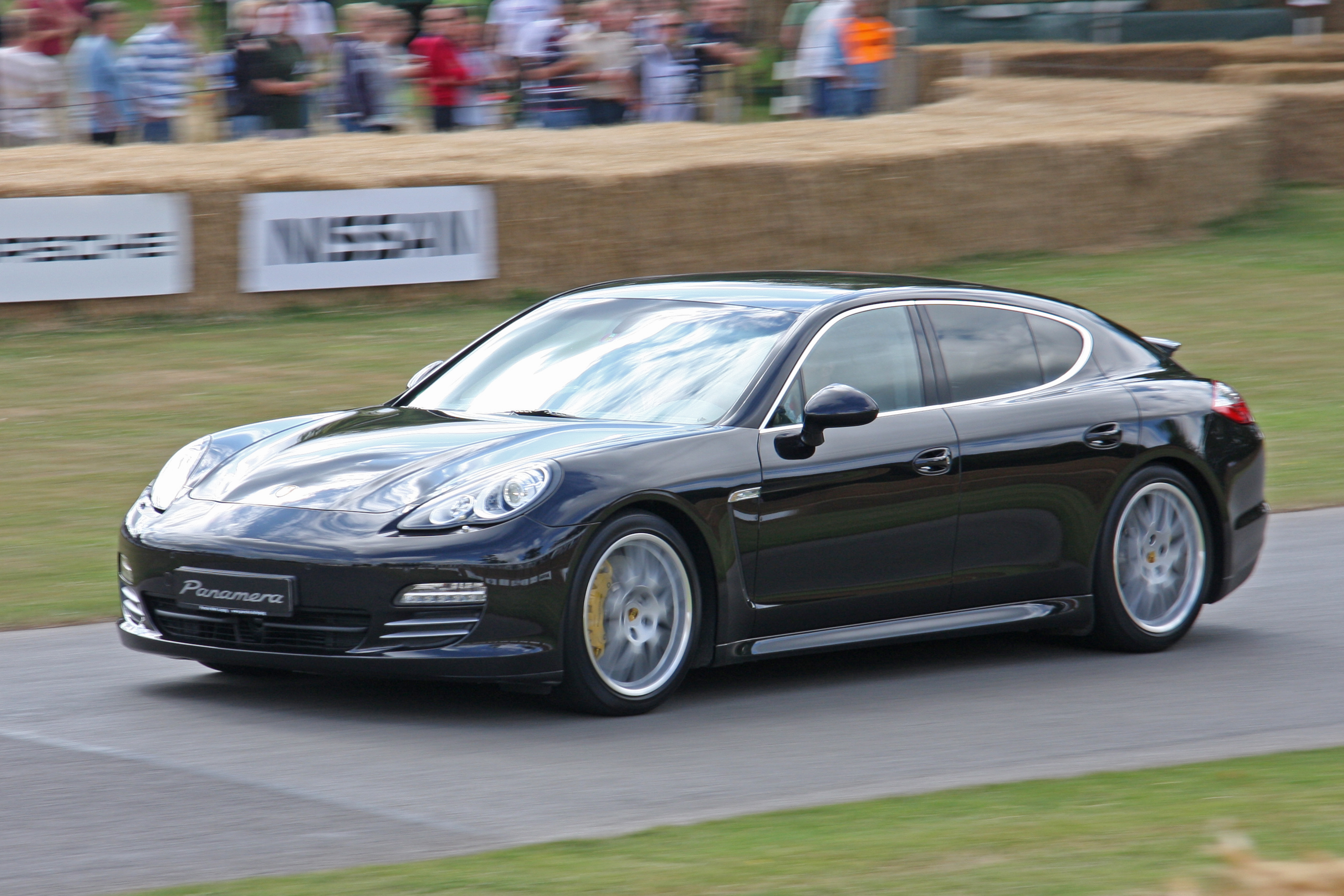
Une Porsche Panamera quatre-portes.

Abusivement appelés « coupé », puisqu'il s'agit de berlines à quatre portes, mais « taille basse », les coupés quatre portes sont des automobiles au style sportif. Elles sont généralement plus longues, plus larges, moins hautes (ou semblent l'être, via des artifices de style : pavillon fuyant, haute ceinture de caisse, surface vitrée réduite) et moins habitables que les berlines dont elles dérivent.
L'usage de ce terme de « coupé quatre portes » est un abus de langage mercatique des constructeurs. En 2018, Mercedes-Benz (avec la CLS, la CLA et la AMG GT 4 portes), Maserati (avec la Quattroporte), Aston Martin (avec la Rapide), Volkswagen (avec la CC pour « coupé concept » puis l'Arteon), Audi (avec les A5 Sportback et A7), BMW (avec la série 6 Gran Coupe et la  série 4 Gran Coupe), Porsche (avec la Panamera) et DS Automobiles (avec la DS 4) utilisent cette terminologie pour vendre ce type de berline.

## Cabriolet
Pour les articles homonymes, voir Cabriolet.
Au départ, le cabriolet est une voiture hippomobile très légère, à deux roues et deux places, élégamment munie d'une capote mobile et créée au XVIIe siècle. Son nom vient du verbe « cabrioler », c'est-à-dire « faire des cabrioles » sur les chemins empierrés de l'époque, cabrioles dues à sa légèreté. Elle connut une grande vogue à Paris au XVIIIe siècle.
De nos jours, le cabriolet (parfois appelé « décapotable » lorsqu'il est doté d'une capote) est une automobile ouverte et découvrable grâce à une capote ou un toit escamotable, avec un pare-brise fixe, et des portes sans encadrement supérieur. Il peut être dérivé d'une berline ou d'un coupé, comme disposer d'une plateforme qui lui est propre. C'est  toujours un deux-portes, qu'il offre deux ou quatre places, par contre le qualificatif de « cabriolet » ne peut être employé pour une quatre-portes car la voiture est trop lourde pour « cabrioler », on l'appellera donc « décapotable » (ou « convertible » s'il n'y a pas de capote mais un toit en dur escamotable).
Cette carrosserie a comme type de silhouette :
- Les petits (deux places) : Mini Roadster, Opel Tigra TwinTop,  Peugeot 204 cabriolet,  Peugeot 304 cabriolet, Renault Wind et Smart Fortwo Cabriolet ;
- Les quatre places : Audi A3 Cabriolet, Audi A5 Cabriolet, BMW Série 1 Cabriolet, BMW Série 3 CC, Chrysler Stratus cabriolet, Citroën C3 Pluriel, Infiniti G37 Cabriolet, Lexus IS 250C, Lancia Flavia, Mercedes Classe E Cabriolet, Mini Cabriolet, Peugeot 205 cabriolet, Peugeot 206 CC, Peugeot 207 CC,  Peugeot 306 cabriolet, Peugeot 307 CC, Peugeot 308 CC, Peugeot 403 cabriolet, Peugeot 404 cabriolet, Peugeot 504 cabriolet, Renault Mégane I, Saab 9-3 Cabriolet, Volvo C70, Volkswagen Nouvelle Coccinelle Cabriolet, Volkswagen Golf Cabriolet et Volkswagen Eos ;
- Les sportives : Audi TT Roadster, BMW Z4 Roadster, Caterham, Lotus Elise, Lotus Exige S Roadster, Mercedes SLK, Mazda MX-5, Morgan 4/4, Morgan Threewheeler, Nissan 370 Z Cabriolet, Porsche Boxster, PGO Speedster et Tesla Roadster ;
- Les prestigieux : Aston Martin Vantage, Aston Martin DB9, Aston Martin Virage, Audi R8, Bentley Continental GTC, BMW Série 6, Bugatti Veyron, Chevrolet Camaro, Chevrolet Corvette, Ferrari California, Ferrari F458 Italia, Jaguar F-Type, Jaguar XK, Lamborghini Aventador, Lamborghini Gallardo, Maserati GranCabrio, McLaren 12C Spider, Mercedes SLS, Mercedes SL, Porsche 911 et Rolls-Royce Phantom Drophead Coupé ;
- Les SUV : Land Rover Range Rover Evoque, Volkswagen T-Roc.

Les sous-types de carrosserie qu'on peut regrouper sous l'appellation de cabriolets sont :
- roadster : un cabriolet deux-portes et deux-places sportif se caractérisant par son poids et son confort limités ;
- coupé cabriolet : un cabriolet à toit rigide et escamotable dont le premier exemple historique est la Peugeot 601 Éclipse ;
- cabriolet Targa ou Targa : un cabriolet avec arceau rigide (Porsche Targa par exemple) ;
- torpédo ou double phaéton : un cabriolet à quatre places ou plus, généralement quatre-portes ;
- tourer : un cabriolet sportif à 1, 2, 3 ou 4 portes (selon la disposition des roues de secours) qui est la version à quatre places du roadster ;
- spider : cabriolet à deux places à l'avant plus une ou deux autres disponibles en ouvrant une trappe située à la place du coffre arrière. Les carrossiers italiens font une différence majeure entre un cabriolet, carrosserie reprenant des éléments de carrosserie d'un coupé et un spyder (avec un "i" ou un "y" selon les auteurs), carrosserie entièrement nouvelle. Ex la Peugeot 504 a une version cabriolet mais la Fiat X1/9 est la version spyder de la Fiat 128.
- landaulet : nom provenant de la ville de Landau (capitale du Palatinat), grande voiture dont seul le compartiment arrière est découvrable (par capote ou par toit rigide escamotable), voir ci-dessous dans le chapitre « Limousine ».

Les termes en langues étrangères sont :
- Kabriolett, en allemand ;
- Convertible, en anglais (États-Unis et Royaume-Uni) ;
  - Drophead coupé et Open two-seater, en anglais (Royaume-Uni) ;
- Convertibile ou cabriolet, en italien ;
- Descapotable, en espagnol.

Cas des découvrables : les « découvrables » ne sont pas des cabriolets, elles conservent les montants avant/arrière de la berline dont elles sont dérivées. Ceci permet souvent des modèles moins onéreux que les vrais cabriolets. Les découvrables sont proposées en série depuis 1935 environ (Volkswagen, Peugeot, Fiat, Adler, Renault, Morris, Citroën...). Elles sont parfois reconnues comme des berlines (Citroën DS3 Cabrio , Fiat 500 C), parfois comme des cabriolets (Citroën C3 Pluriel) sur le certificat d'immatriculation (rubriques J2-J3).

Cabriolets
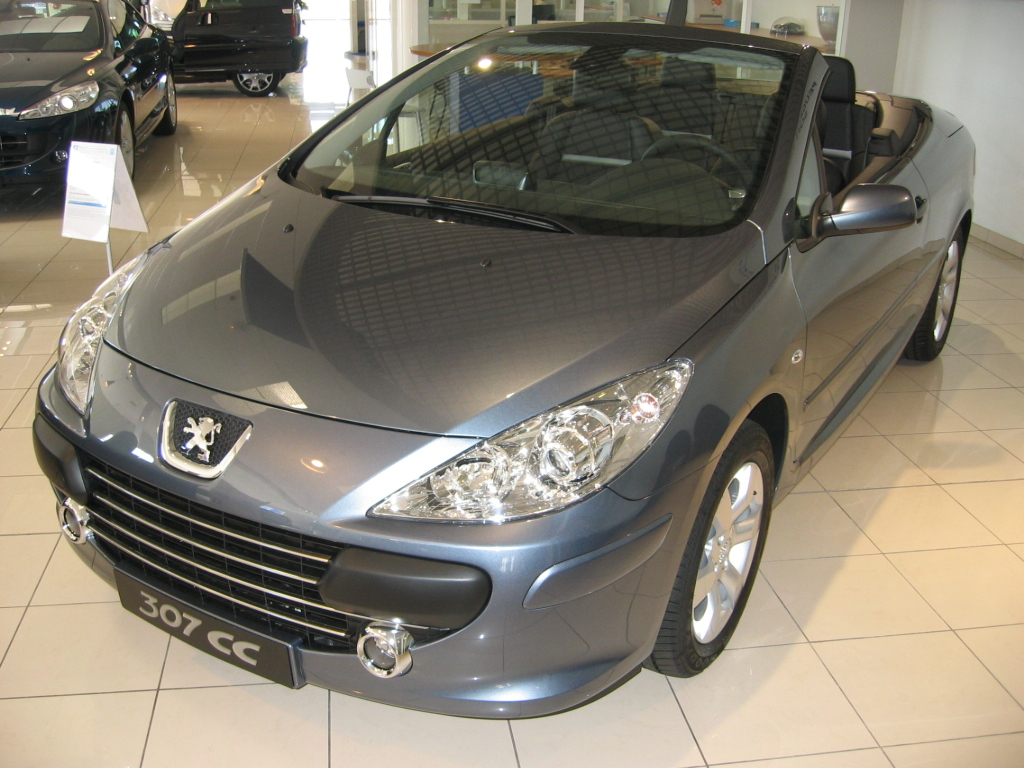
Peugeot 307 CC.
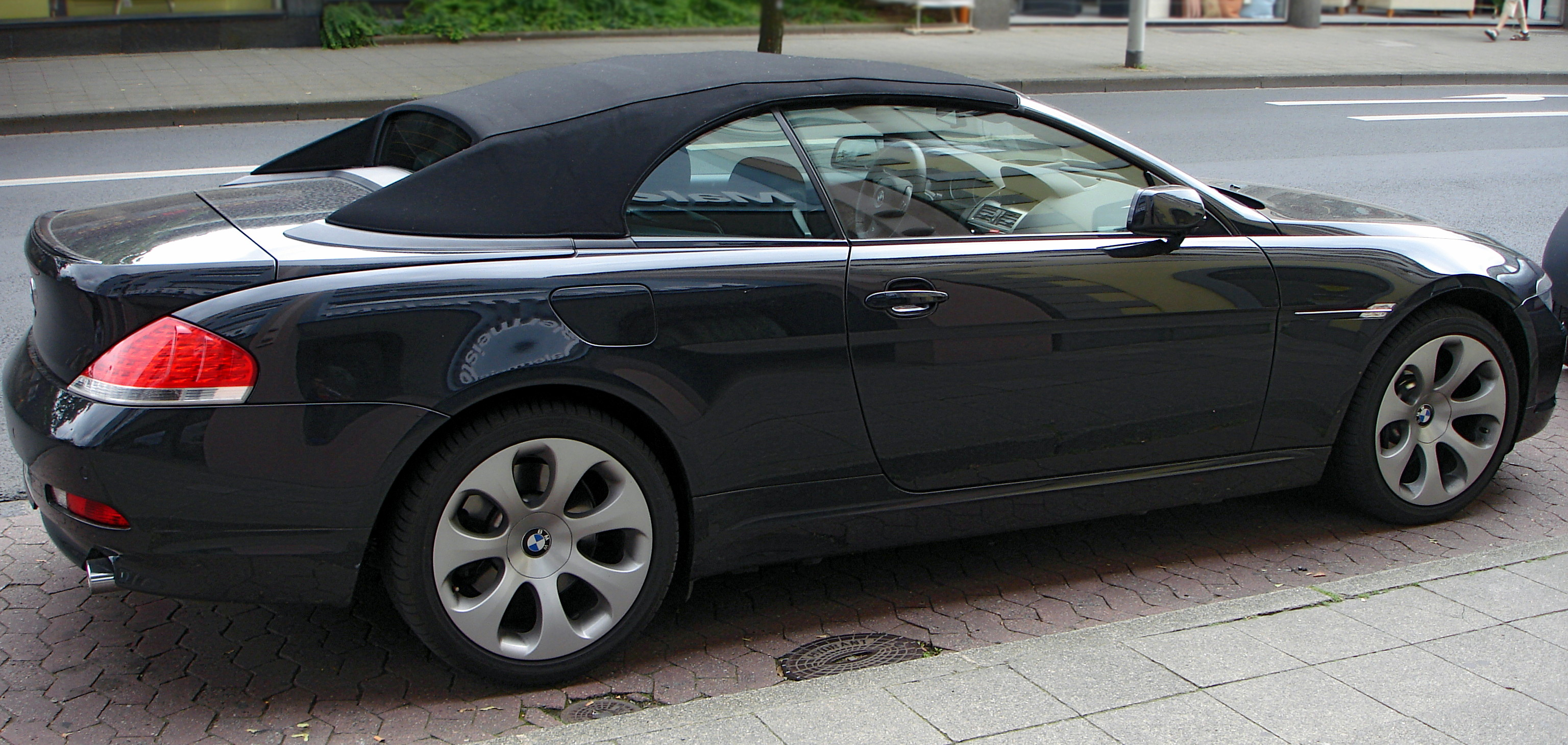
BMW 645 E64.
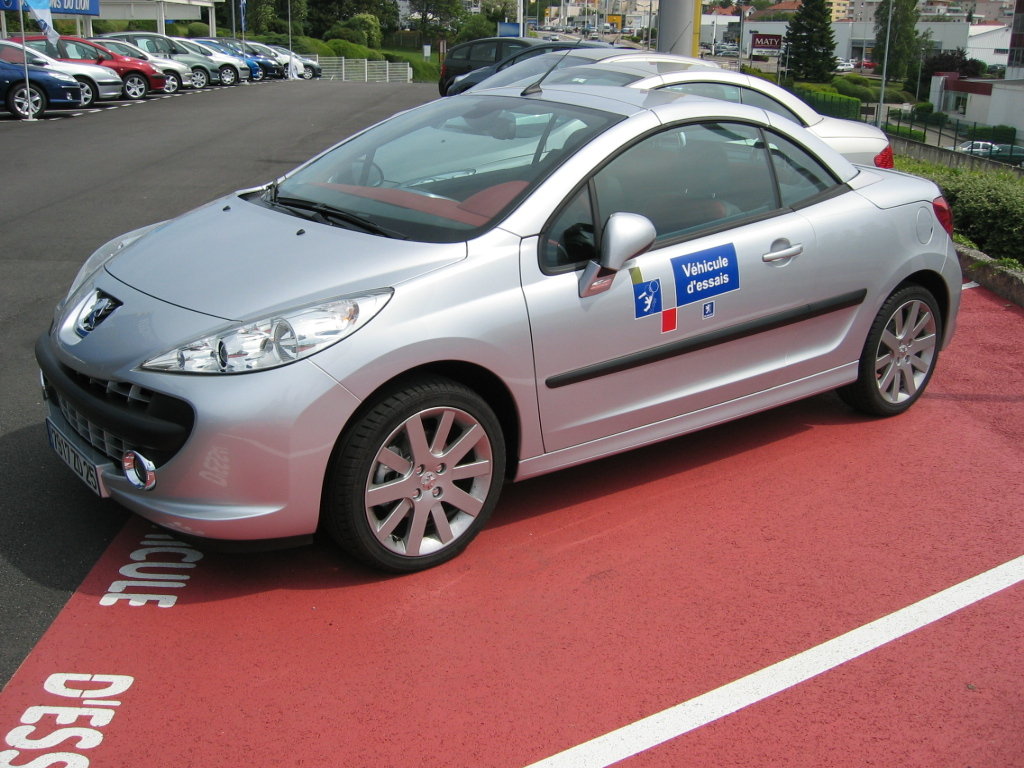
Peugeot 207 CC.
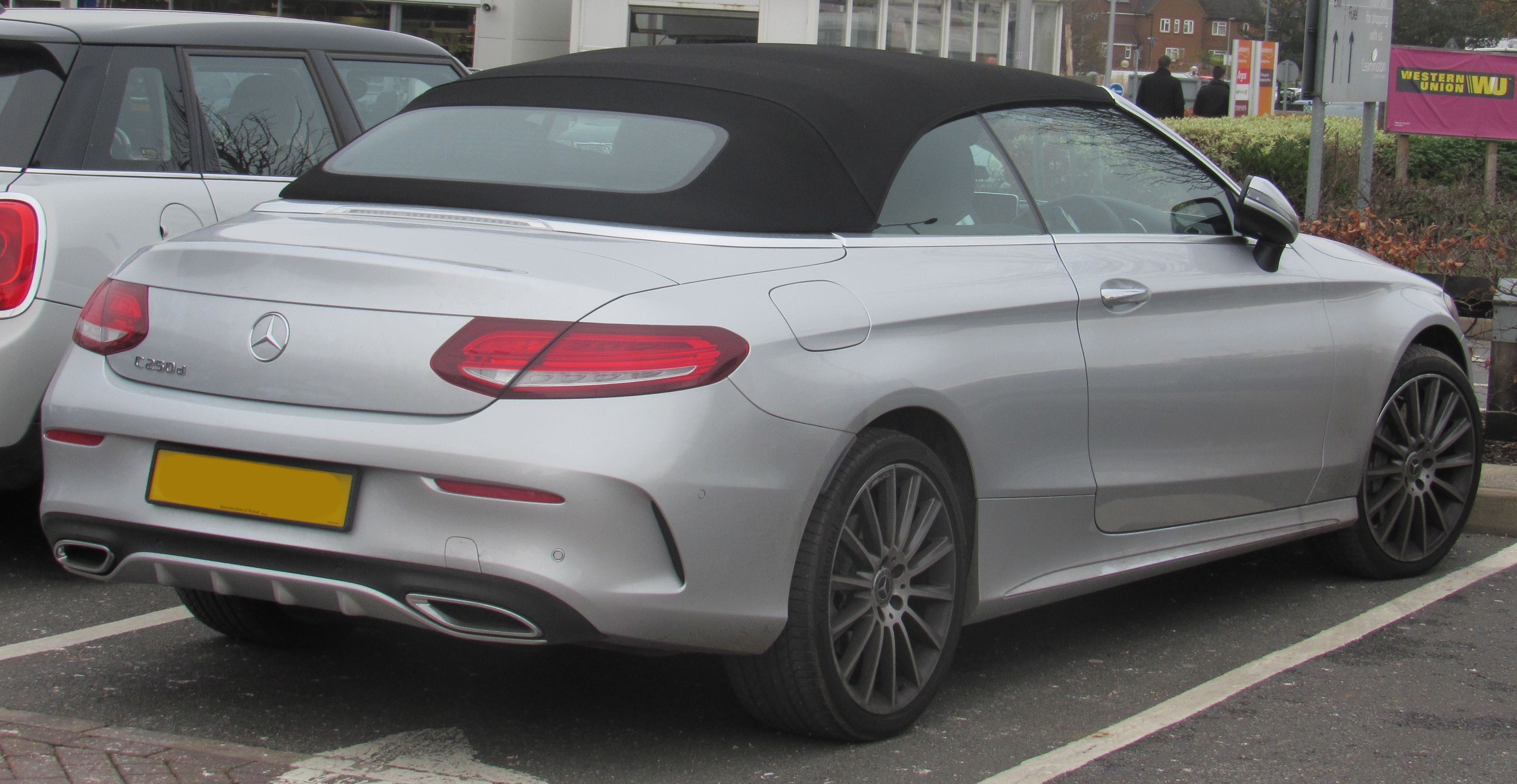
Mercedes-Benz C200 Cabriolet.

## Limousine

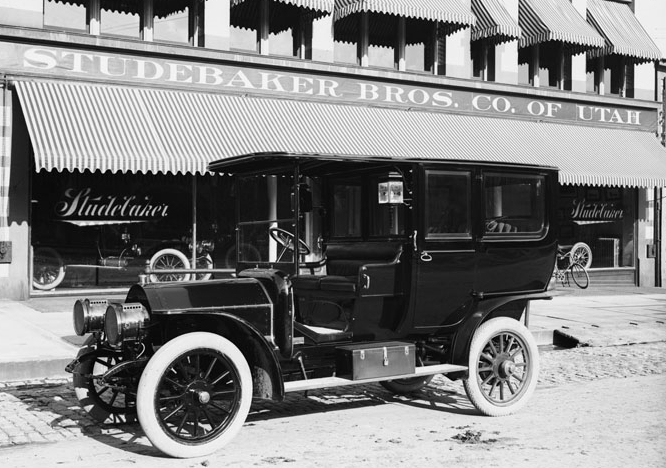
Limousine Studebaker Brothers de 1908.

Suivant la définition ISO de 1977, une limousine est une carrosserie automobile fermée par un toit rigide fixe, avec un pare-brise fixe, quatre ou six portes latérales, six glaces latérales ou plus, disposant d'une malle arrière sans communication directe avec l'habitacle.
Au départ, la limousine est un type de véhicule hippomobile en usage dans la province française du Limousin. Son nom pourrait venir d'une vaste pèlerine, la limousine, que les habitants du Limousin portaient autrefois pour se protéger de la pluie ; laquelle aurait donné son nom aux premières voitures nommées limousines où seules les places arrière étaient protégées par des vitres. Autre hypothèse, le nom aurait pu être donné par Charles Jeantaud, un carrossier né à Limoges (1843-1906) et inventeur de ce type de carrosserie appliquée aux premières voitures confortables.
Une variante où seule la banquette arrière est découvrable est appelée « Landaulet » (car ce type de carrosserie, au début hippomobile, provient à l'origine de la ville de Landau, capitale du Palatinat rhénan). Particulièrement prisé des chefs d'État pour les apparitions en public, ce type de carrosserie est quasiment abandonné par crainte des attentats. Les dernières apparitions officielles d'un Landaulet furent celle de la Peugeot 607 Paladine, élaborée par Heuliez lors de l'investiture du président de la République française Nicolas Sarkozy en 2007 et celle de la Lexus LS 600 H lors du mariage d'Albert II de Monaco et de Charlène Wittstock en 2011. Seul Maybach commercialise ensuite un Landaulet entre 2007 et 2012.

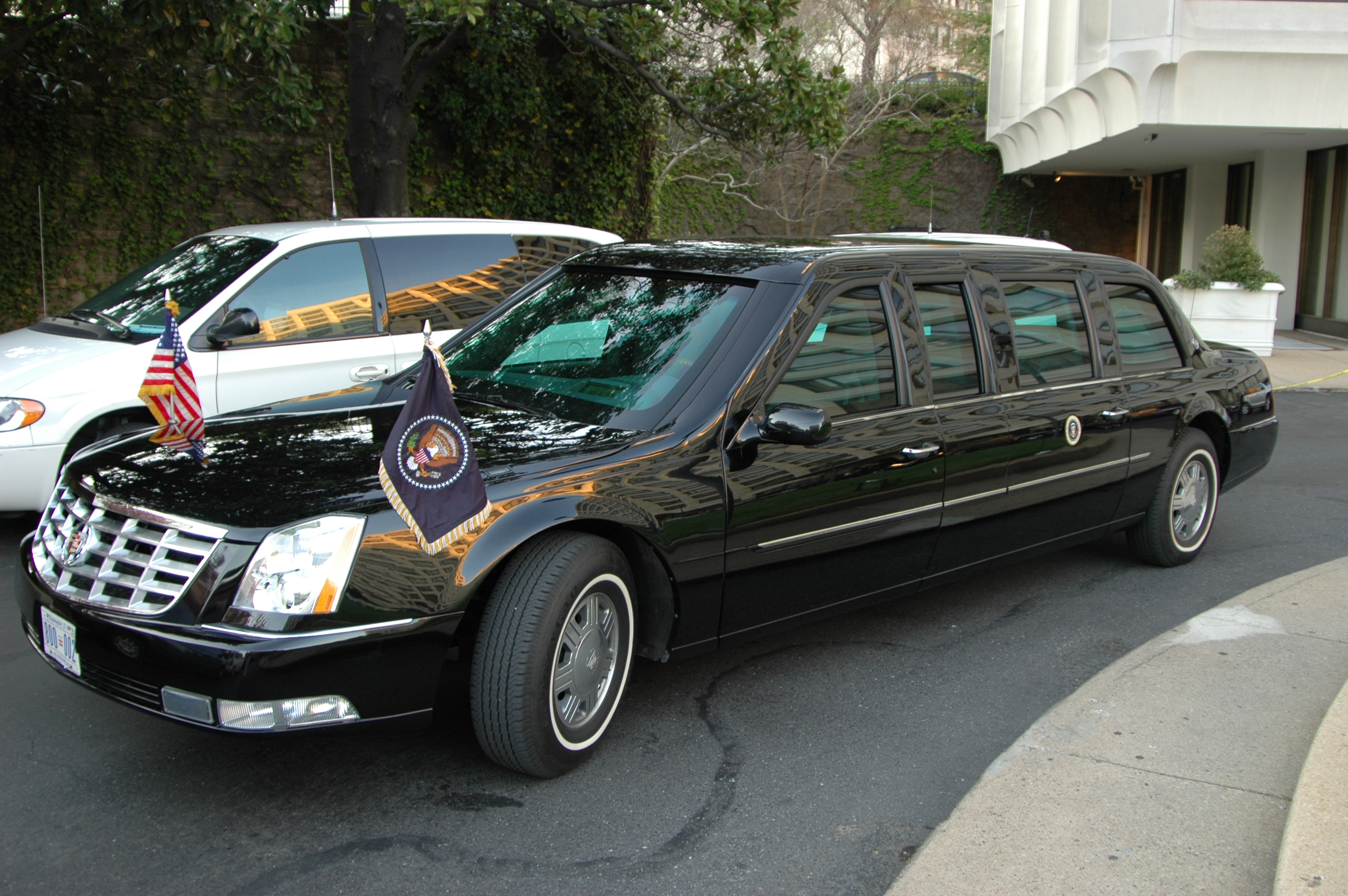
Cadillac One, la limousine blindée du président des États-Unis.

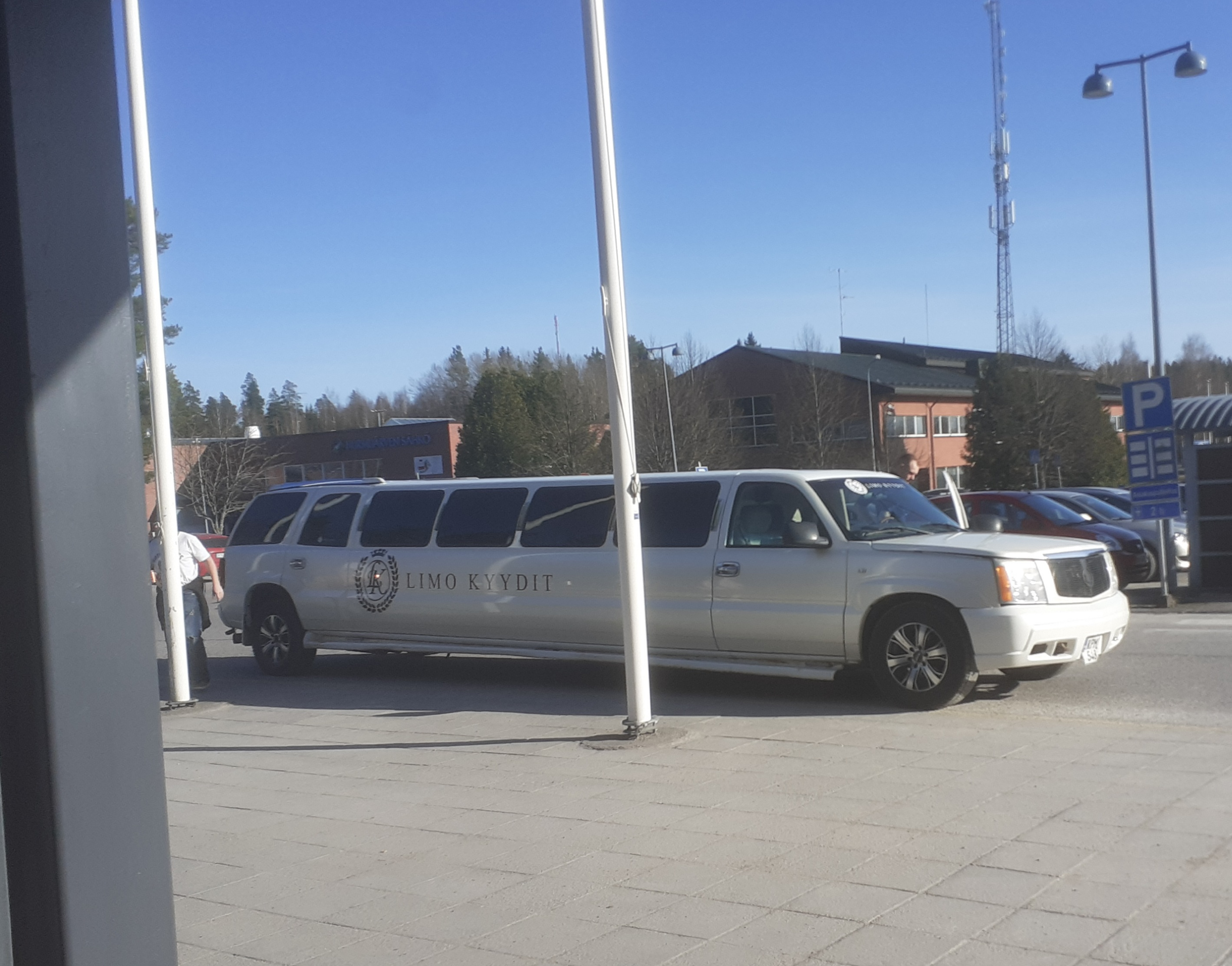
Limo Kyydit limousine en face de l'épicerie à Nurmijärvi, Finlande.

« Limousine », souvent abrégé en « limo », aux États-Unis, désigne aujourd'hui une voiture luxueuse avec chauffeur. En Allemagne, le terme est l'équivalent de berline au sens américain de sedan. Les voitures allongées, appelées « stretch limos » sont essentiellement un phénomène nord-américain ; les deux principales marques concernées par cette modification, Lincoln (avec le programme Qualifed Vehicle Modifers - QVM) et Cadillac (avec son programme Cadillac Master Coachbuilder - CMC), n'approuvent, pour des raisons de sécurité, que des allongements jusqu'à 3 mètres (120 pouces) pour la Lincoln MKT Town Car et 3,50 m (140 pouces) pour l'énorme SUV Lincoln Navigator, et 1,80 m (70 pouces) pour Cadillac, mais ces allongements vont parfois plus loin.
Les transformations actuelles s'orientent vers plus de volume intérieur en utilisant des véhicules de grandes dimensions (4x4 notamment), et en surélevant le plafond.
La plupart des limousines sont utilisées par des sociétés de location de voiture avec chauffeur (voiture de tourisme avec chauffeur ou « transport de personnes » en France), ou sont des véhicules de fonction, propriété de grandes entreprises ou d'administrations (gouvernements, etc.). Rares sont celles possédées à titre privé.

## Monospace
Un monospace, aussi appelé mini-fourgonnette (Canada francophone), minivan (États-Unis) ou encore MPV (Multi Purpose Vehicle : véhicule multi-usage), était, au départ, une automobile ne comportant généralement qu'un seul volume (dépourvu de différenciation entre les parties avant, centrale et arrière), destiné avant tout à un usage familial (carrosserie "monocorps") mais bénéficiant d'une carrosserie plus volumineuse, généralement plus haute, que celle d'un break.

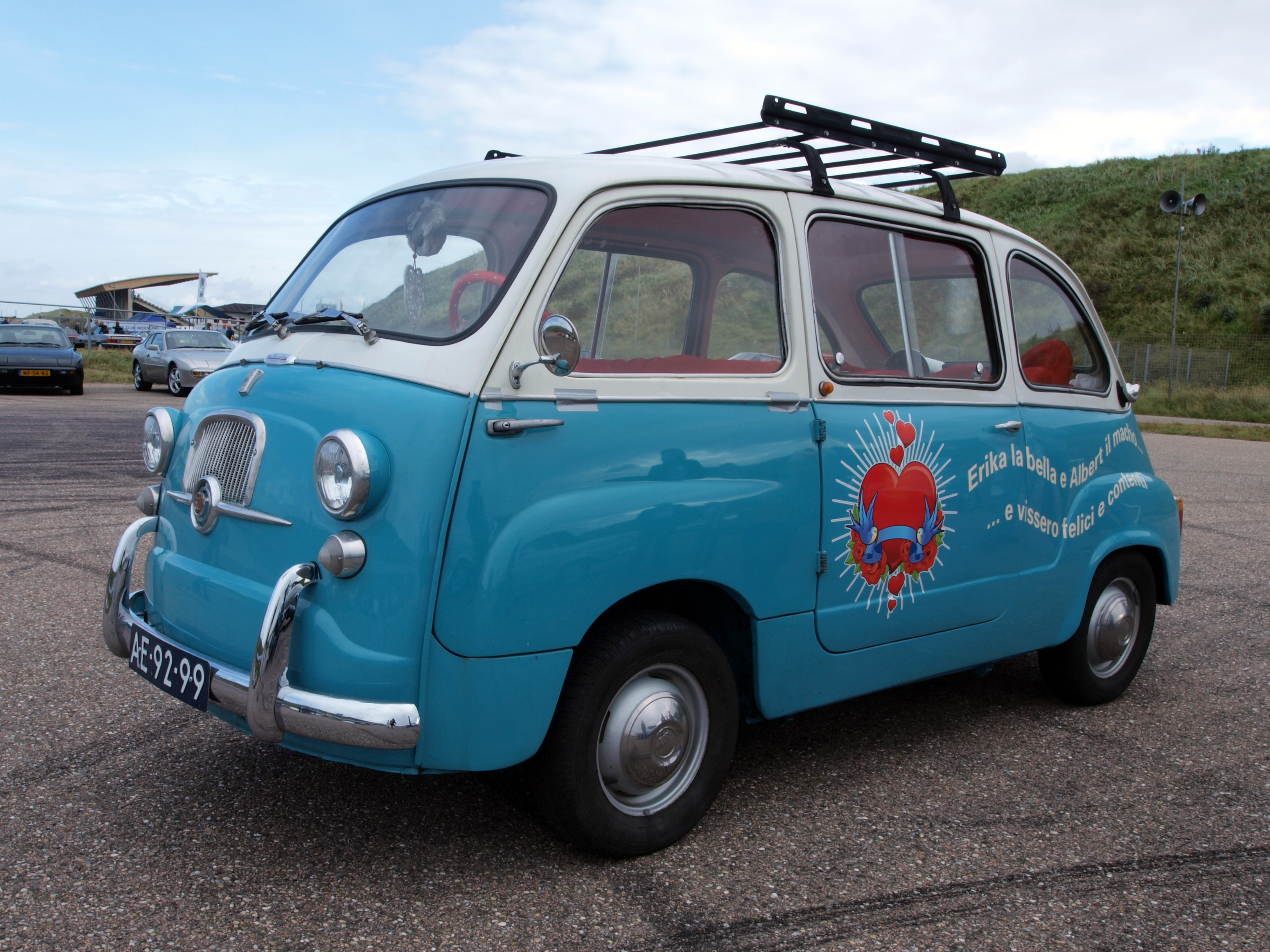
Fiat 600 Multipla (1957) Précurseur du monospace
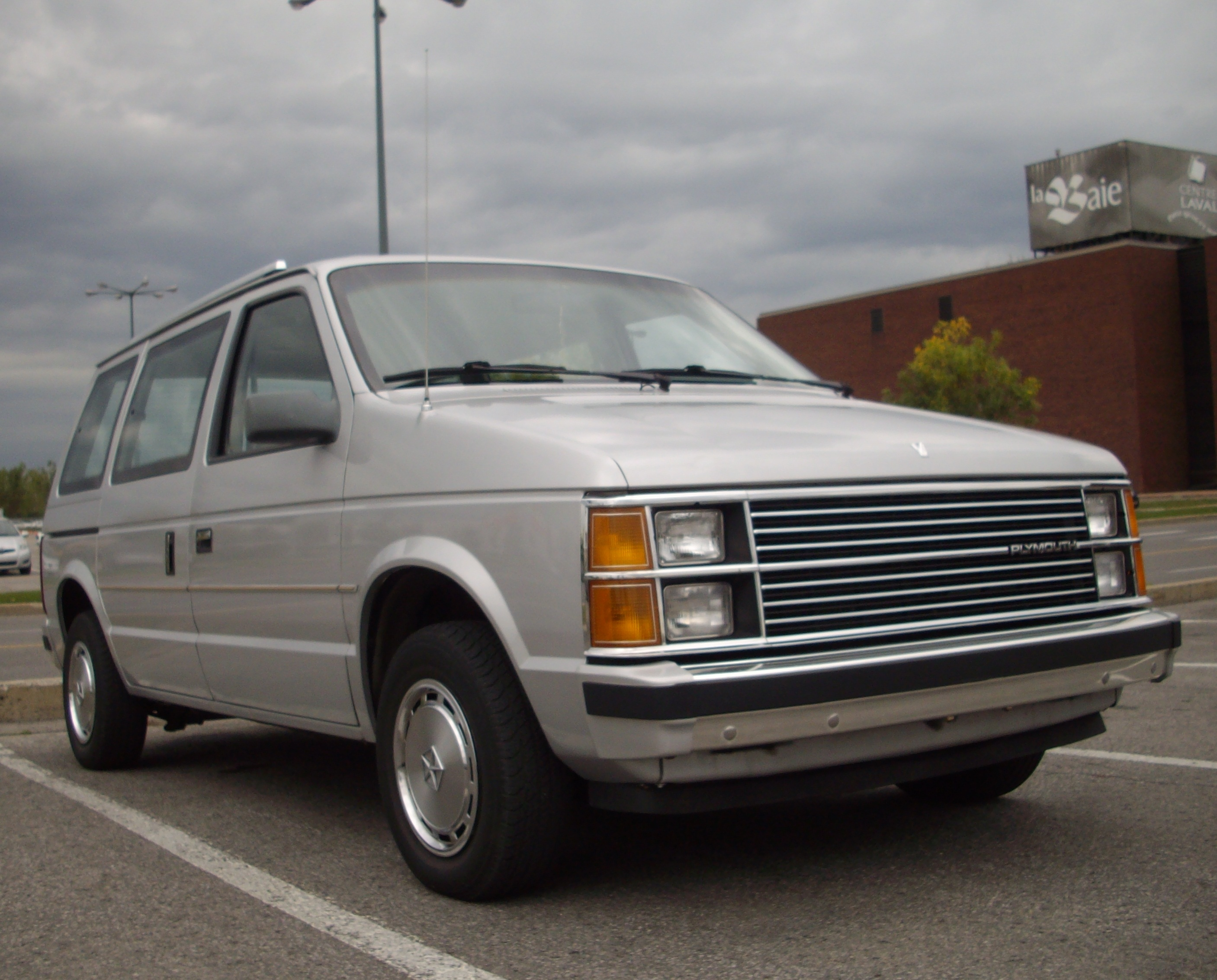
Plymouth Voyager I, sorti en 1983
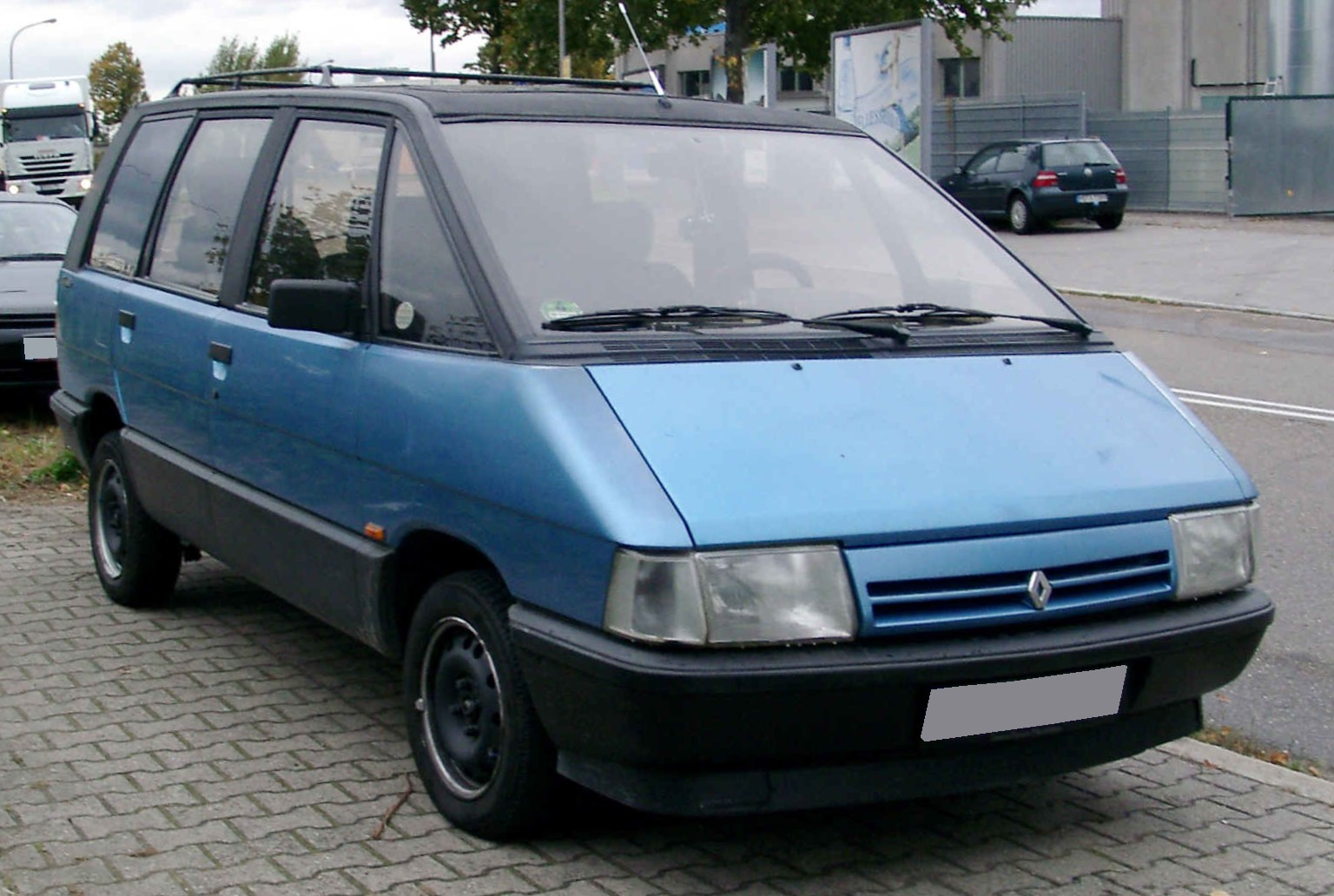
Renault Espace I, sorti en 1984

## Van
Le sens de ce mot van prononcé selon son sens vɑ̃ pour une remorque à chevaux ou van dans les autres sens varie selon le pays :
1. France : Remorque destinée au transport des chevaux.
2. France : Camionnette.
3. Fourgonnette, fourgon.
4. Québec : Semi-remorque.

## Roadster

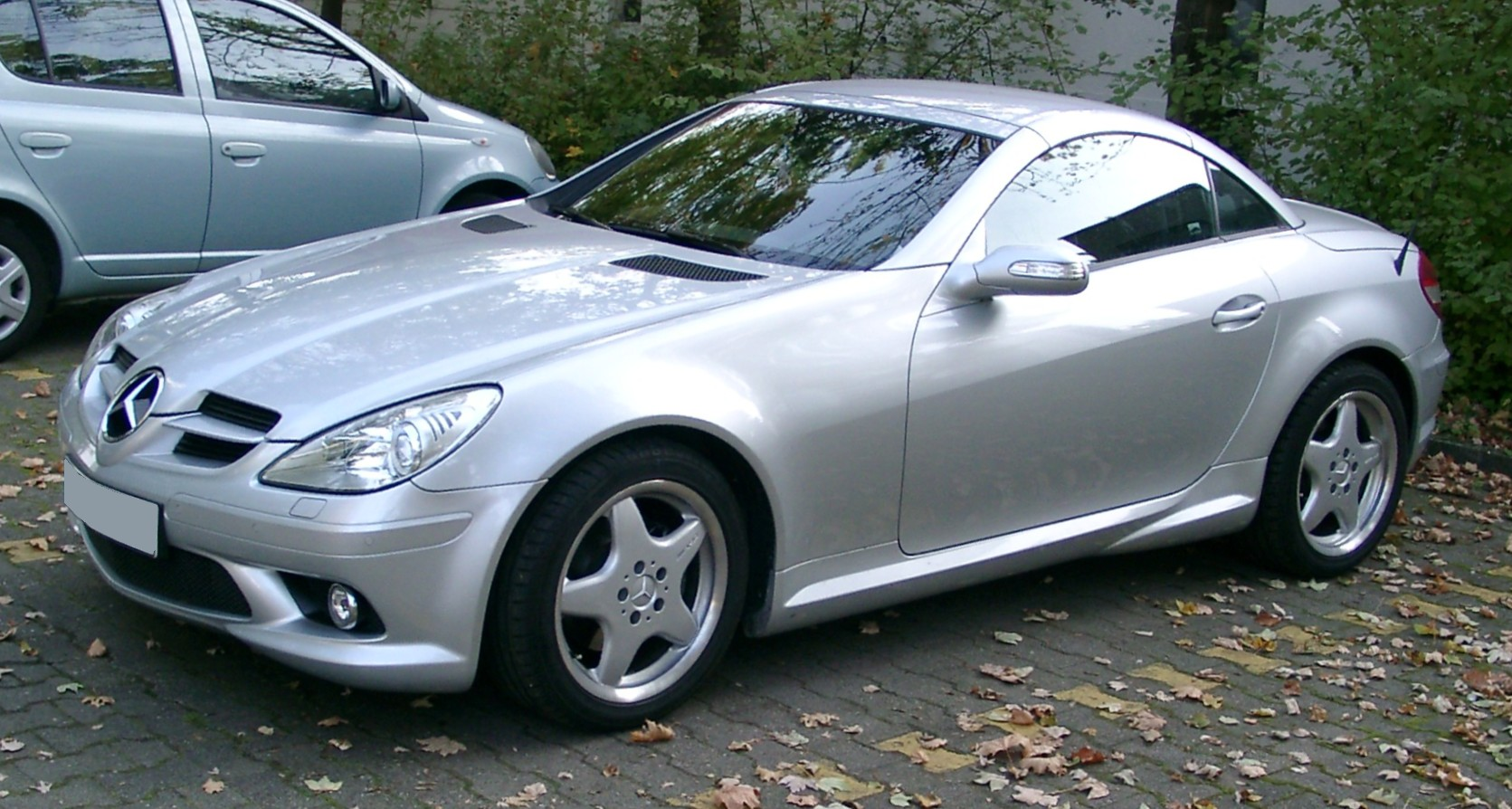
Mercedes-Benz Classe SLK.

Un roadster (en français c'est donc une barquette) est une automobile à deux places, décapotable, traditionnellement sans fenêtres latérales (ex. : Lotus/Caterham Seven, Morgan, premières MG, Triumph, SMS Tilbury, etc). Pour les automobiles modernes, le mot est souvent employé pour décrire une décapotable à deux sièges sans armatures fixes de fenêtre, particulièrement une voiture de sport légère. Ici, l'utilisation du mot roadster est plus un terme marketing que technique, évoquant le sentiment d'une voiture décapotable pour le plaisir, comme celles du passé.
Traditionnellement, ce type de carrosserie place le plaisir avant les aspects pratiques. Les voitures de type roadster sont prisées dans le milieu des collectionneurs et sont souvent mieux cotées que d'autres modèles décapotables. De nombreux roadsters d'avant-guerre avaient un siège de coffre.
Ces automobiles utilisent généralement des propulsions offrant dynamisme et plaisir.
Le roadster le plus vendu est le Mazda MX-5, introduit en 1989.
Le nom de roadster est réapparu en 1990 avec l'introduction du Mazda MX-5/Miata. Cependant, ce ne sont pas des roadsters dans le sens traditionnel du terme.
Une appellation plus large englobe les BMW Z4, Honda S2000, Mercedes SLK, Porsche Boxster, DeLaChapelle Roadster, M.-Spyder de Toyota, MG F & TF, Mazda MX-5/Miata, Smart roadster, Tesla Roadster et Nissan 350Z.
Le terme français officiel[réf. nécessaire] au début du XXe siècle, mais désuet aujourd'hui, était le phaéton (1 banquette/2 places). La berline VW porte ce nom par analogie au caractère luxueux et « conduit par son propriétaire » des premiers phaétons qui pouvaient avoir une seconde rangée (double-phaéton) voire une troisième. Dans tous les cas, ces voitures étaient découvrables.

## Spyder

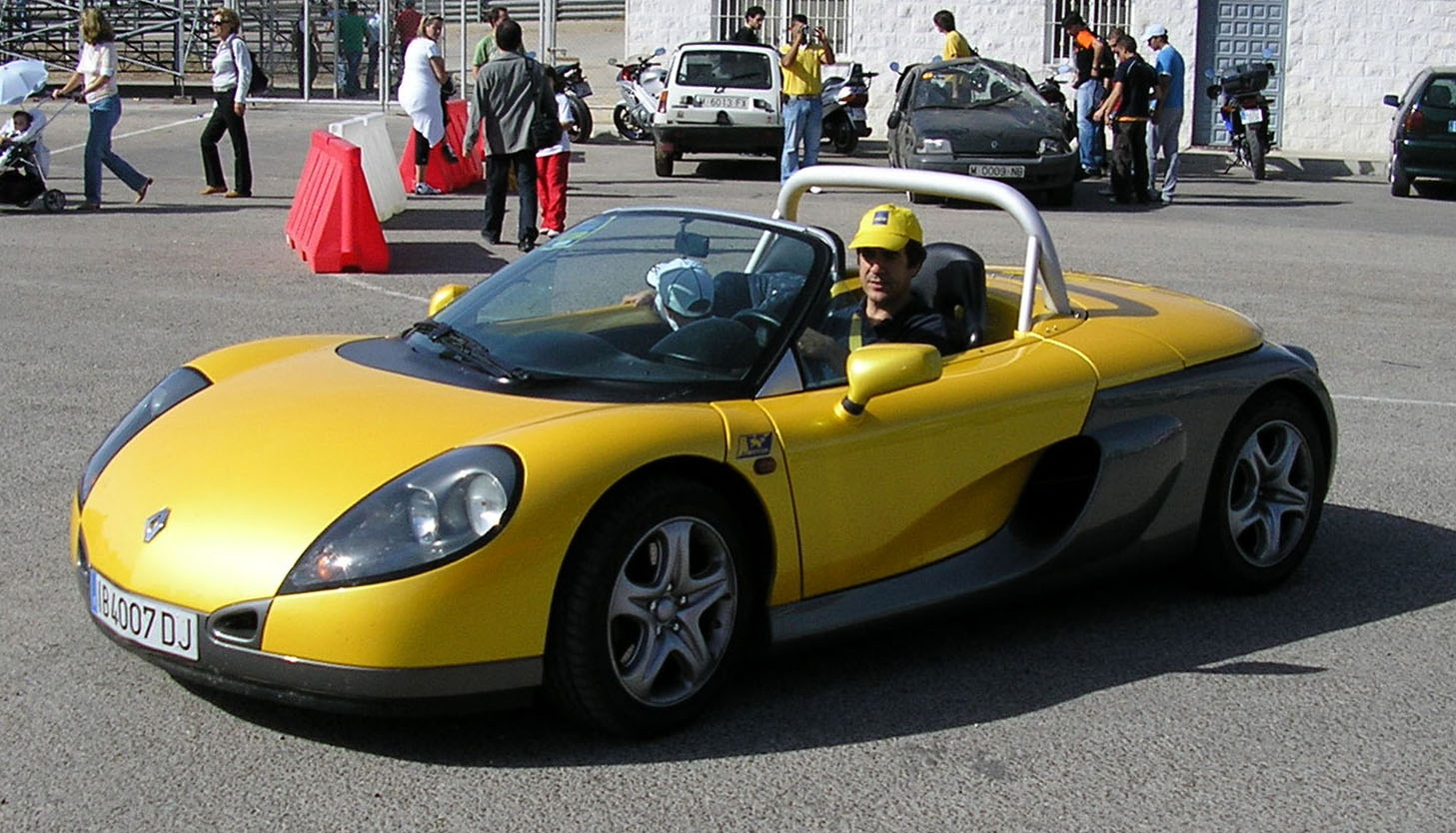
Renault Spider.

Le spider ou spyder (chez Lamborghini ou Porsche) désigne un type de carrosserie automobile 2-places cabriolet. Les carrossiers italiens font une différence entre une voiture décapotable dérivée d'une berline de série, qui est alors appelée « cabriolet », et une voiture dont la carrosserie a spécifiquement été étudiée et dessinée pour être ouverte, laquelle est appelée « spider ».
Certains véhicules portent cette dénomination, c'est le cas par exemple de la Porsche 550 Spyder, de la Renault Spider, de l'Alfa Romeo Duetto Spider, ou de la Fiat 124 Sport Spider.
On trouve l'origine du terme avec le phaéton, une voiture hippomobile ouverte du XVIIe siècle qu'on appellera rapidement « spider » (« araignée ») aux États-Unis à cause de son allure arachnéenne,. Sur le spider phaéton, un petit siège, à l'arrière, accueille un troisième passager. Au XXe siècle, on donne donc le nom de spider à une cavité ménagée à l'arrière d'automobiles décapotables. On peut l'utiliser comme coffre à bagages, ou bien pour asseoir un troisième passager, car l'intérieur de son couvercle, qui s'ouvre d'avant en arrière, est garni d'un dossier. Par métonymie, le terme désigne tout d'abord une automobile munie de ce dispositif.
La terminologie « speedster » en est inspirée, mêlant « spider » et « speed » (« vitesse » en français). Deux exemples sont la Porsche 356 speedster ou l'Opel Speedster, deux décapotables.

## Pick-up

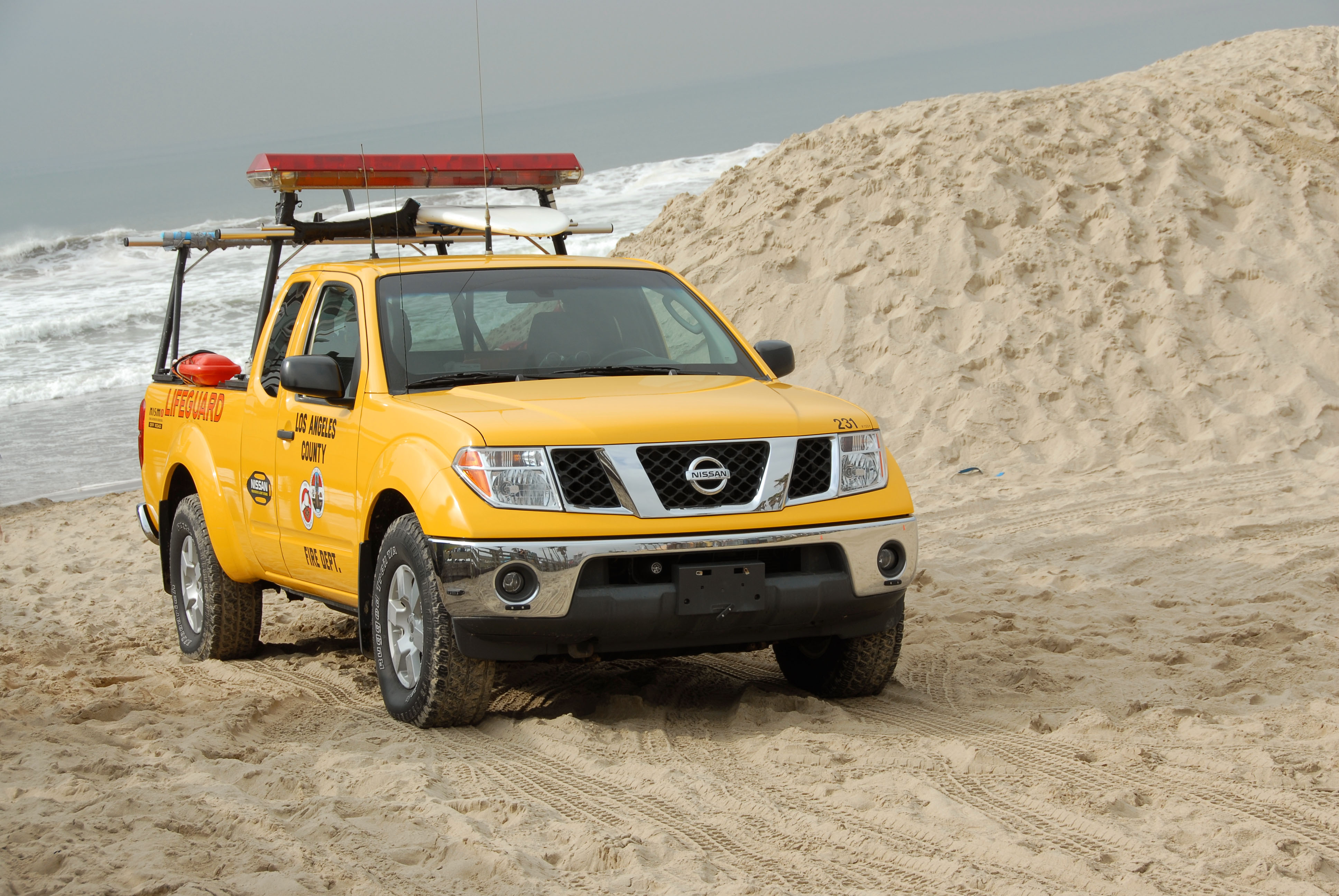
Un pick-up Nissan Frontier des sauveteurs de Los Angeles.

Un pick-up (ou pickup), aussi appelé SUT (Sport Utility Truck), est une sorte de camionnette munie d'une caisse ou d'un espace ouvert, pouvant être bâché, à l'arrière. Au Québec, c'est d'ailleurs le terme « camionnette » qui est utilisé pour désigner ce véhicule. Ils sont parfois dérivés des 4x4 d'un même constructeur (exemple : le Nissan Navara est dérivé du Pathfinder).
Ce type de véhicule est apparu aux États-Unis, chez les fermiers au milieu du XXe siècle.

## S.U.V.
L'étymologie vient de l'acronyme anglais pour sport utility vehicule.
Il s'agit d'une automobile bicorps familiale polyvalente, dotée d'une carrosserie surélevée et volumineuse.

## Cross-over
Croisement d’un Sport utility vehicle (SUV) et d’une berline, voire coupé ou monospace.

## Runabout / Skiff
Ce style de carrosserie très marginal, rare et atypique, consacré à des concept-cars, dit « runabout » ou « skiff », est une variante des coupés cabriolets roadsters / spider inspirée des formes et concepts de bateaux runabout des années 1900 et bateaux à moteur de plaisance plus récents.

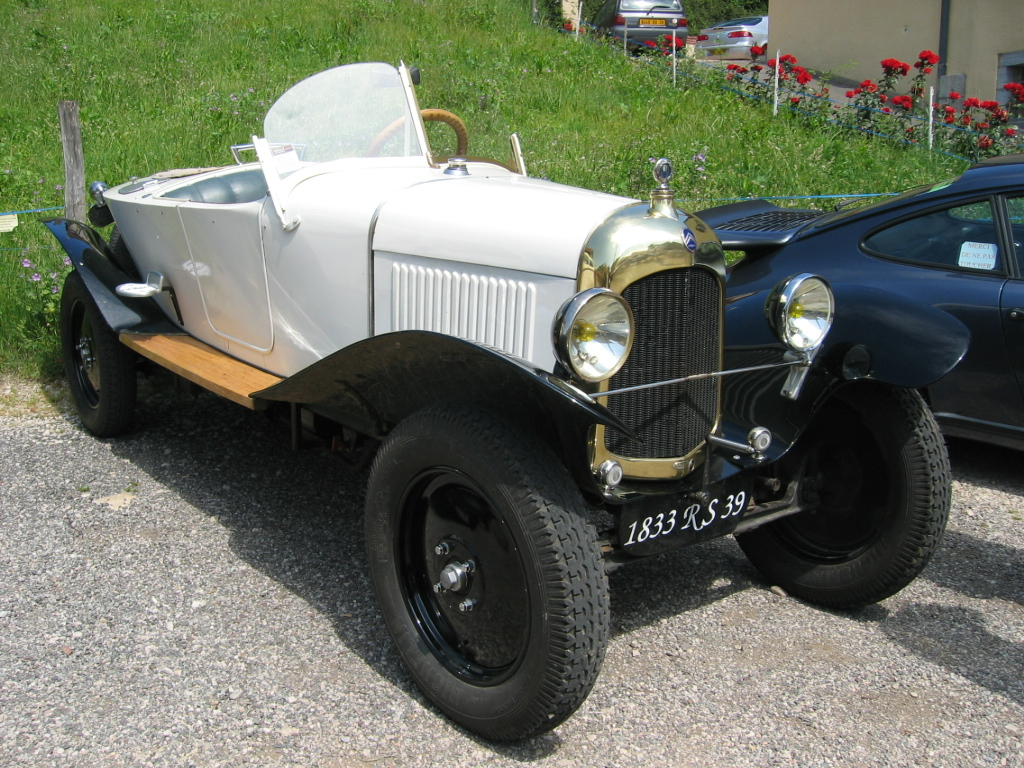
Citroën B2 Sport Caddy Labourdette, 1922.
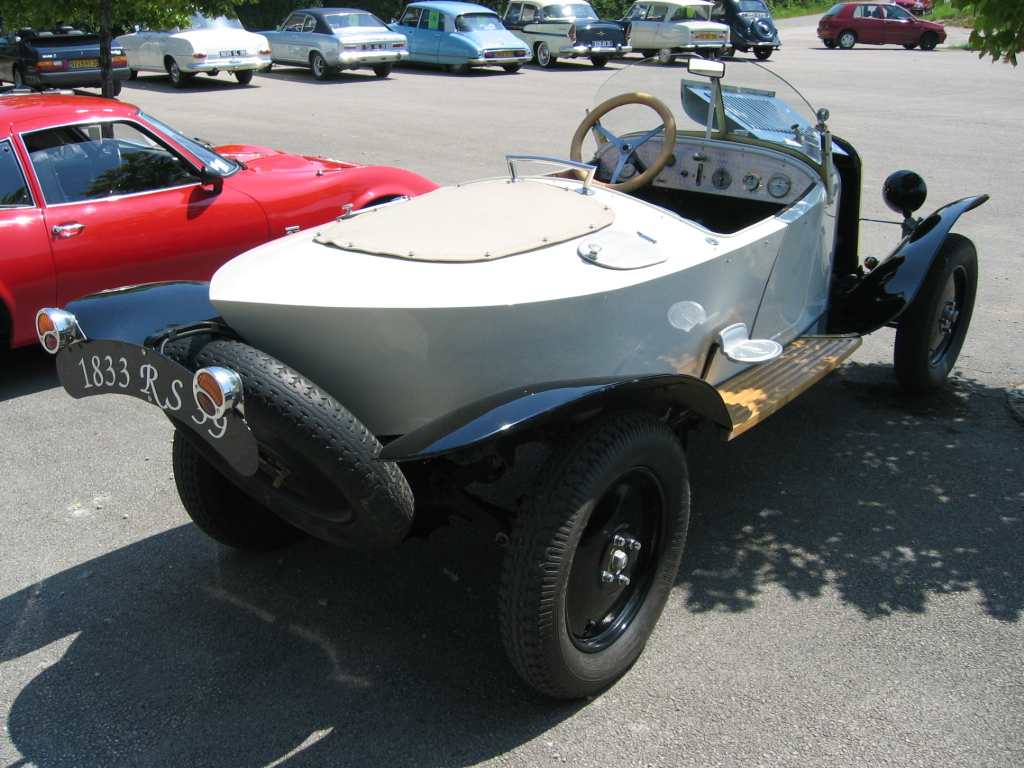
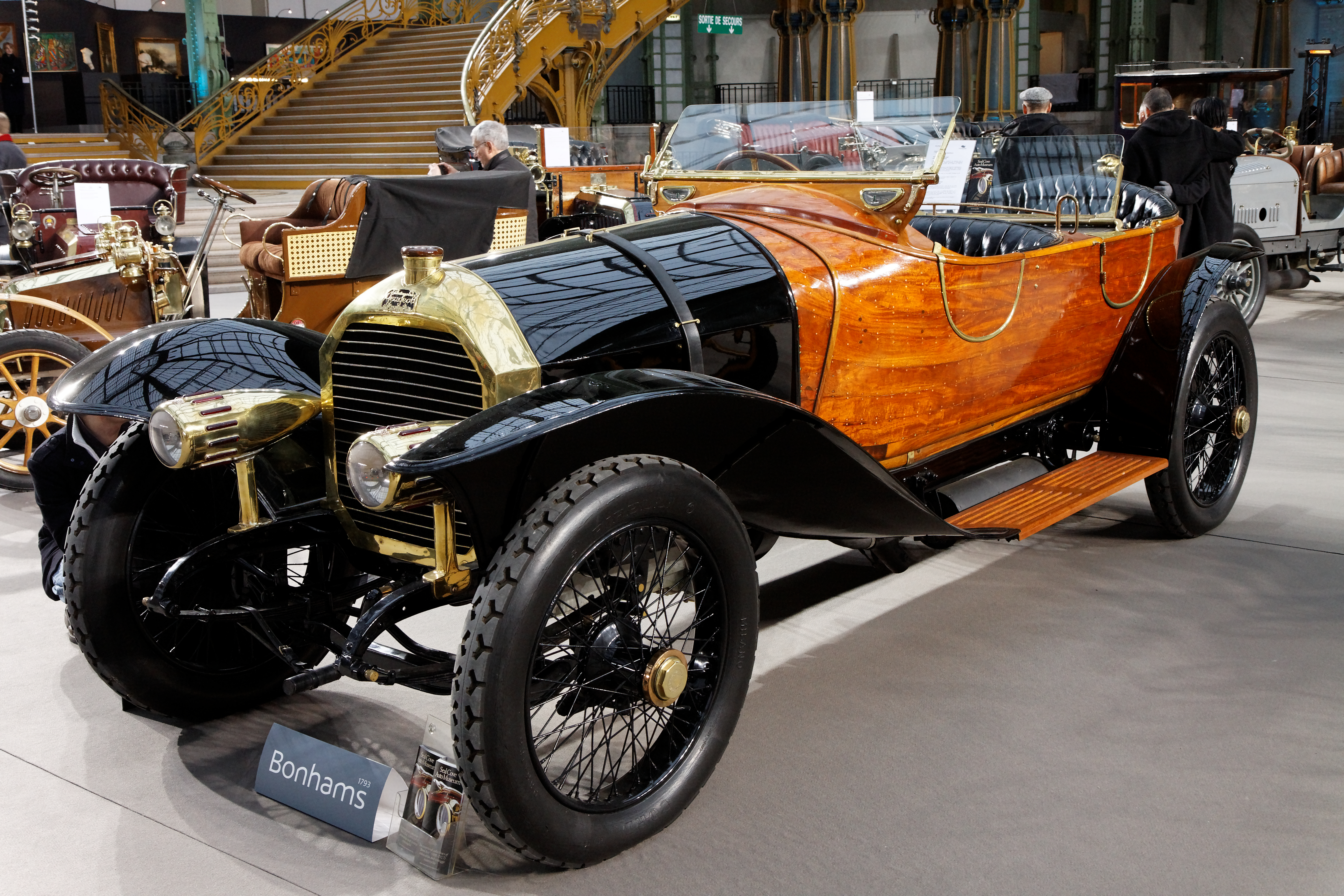
Peugeot Type 160 Skiff Labourdette, 1913.
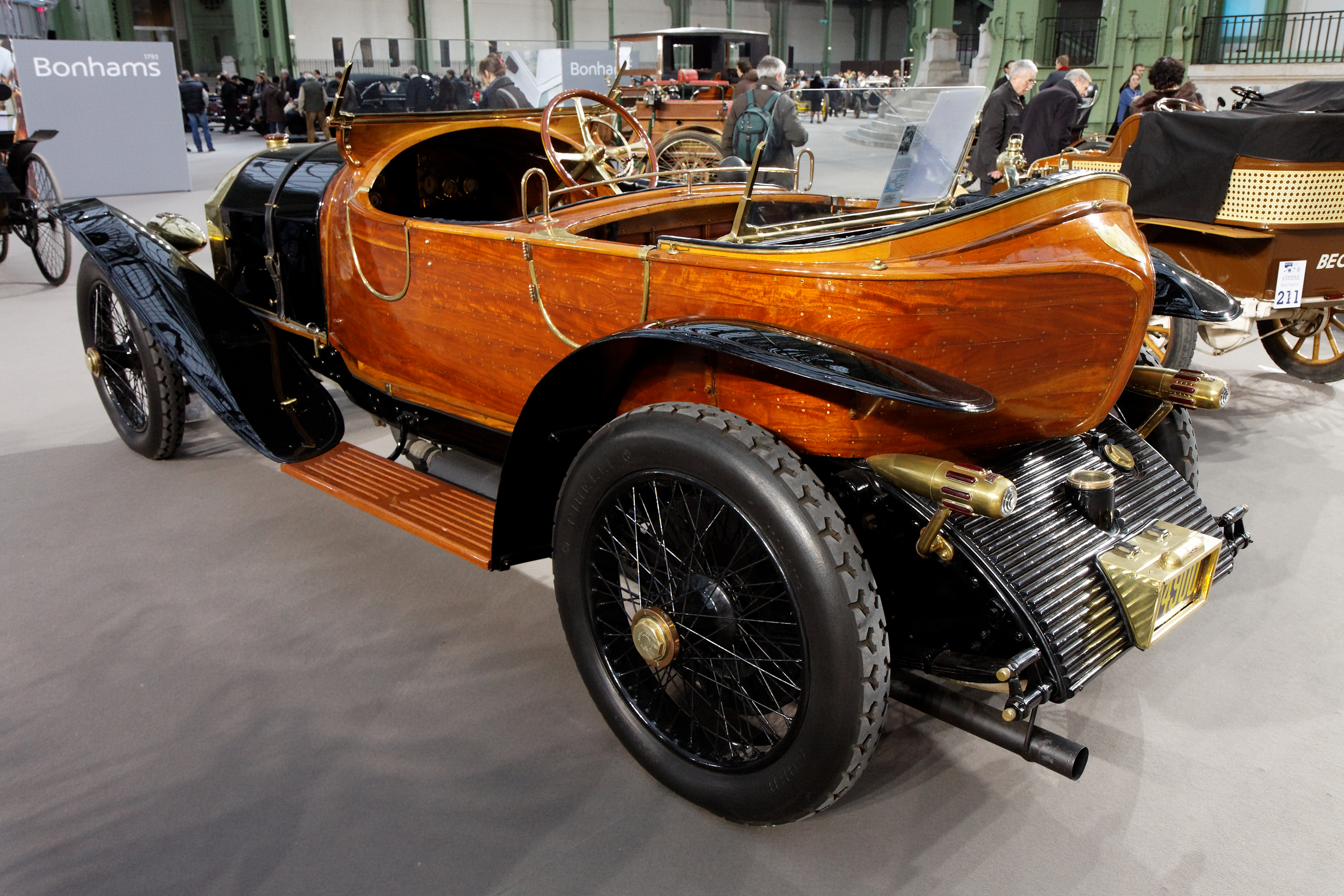

Elles sont créées, entre autres, par des carrossiers designers de concept-cars, comme Jean Henri-Labourdette (1888-1972), créateur des carrosseries skiff.

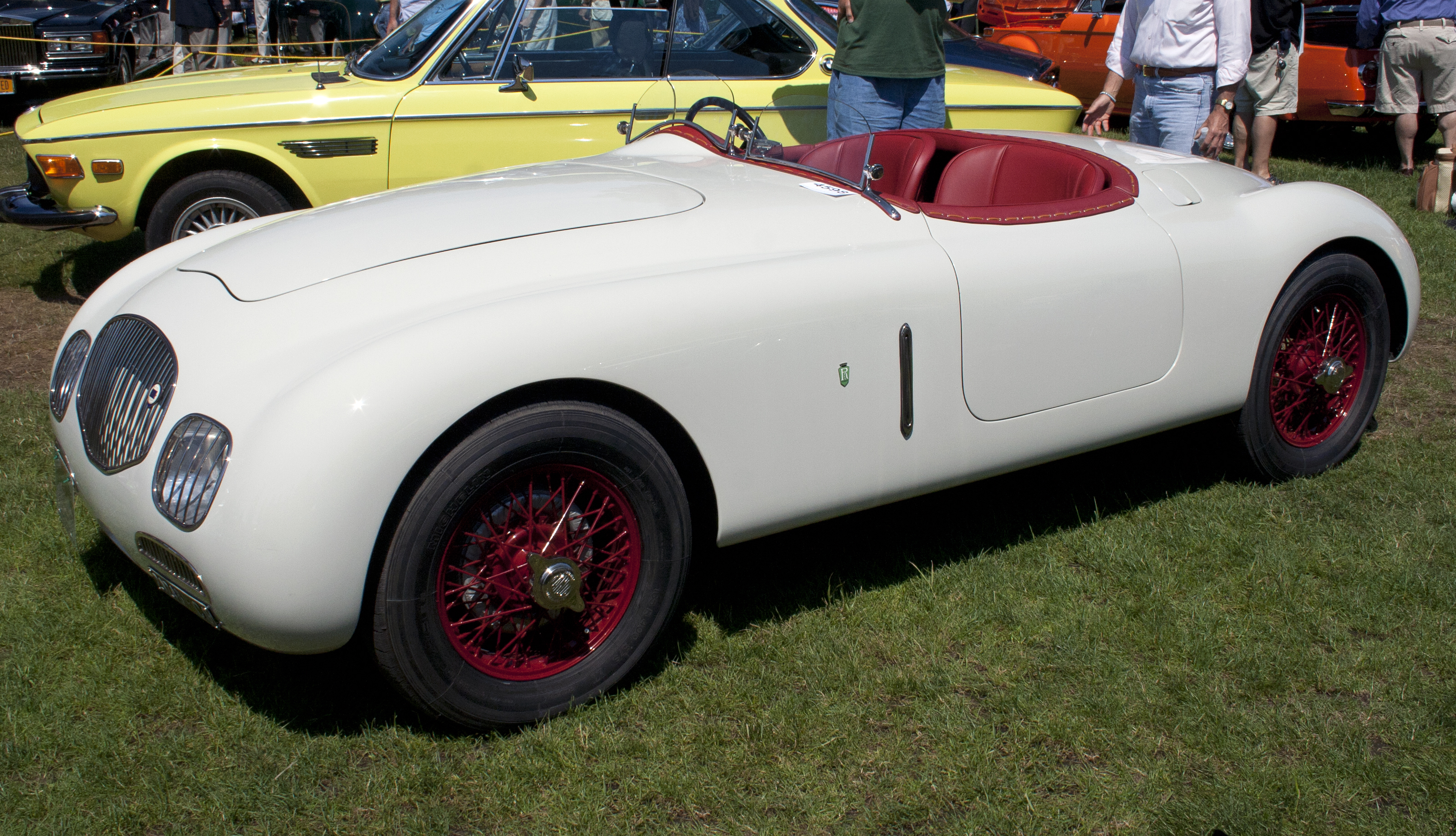
Lancia Aprilia, runabout Corsa Sport Pagani-Riva, 1946.
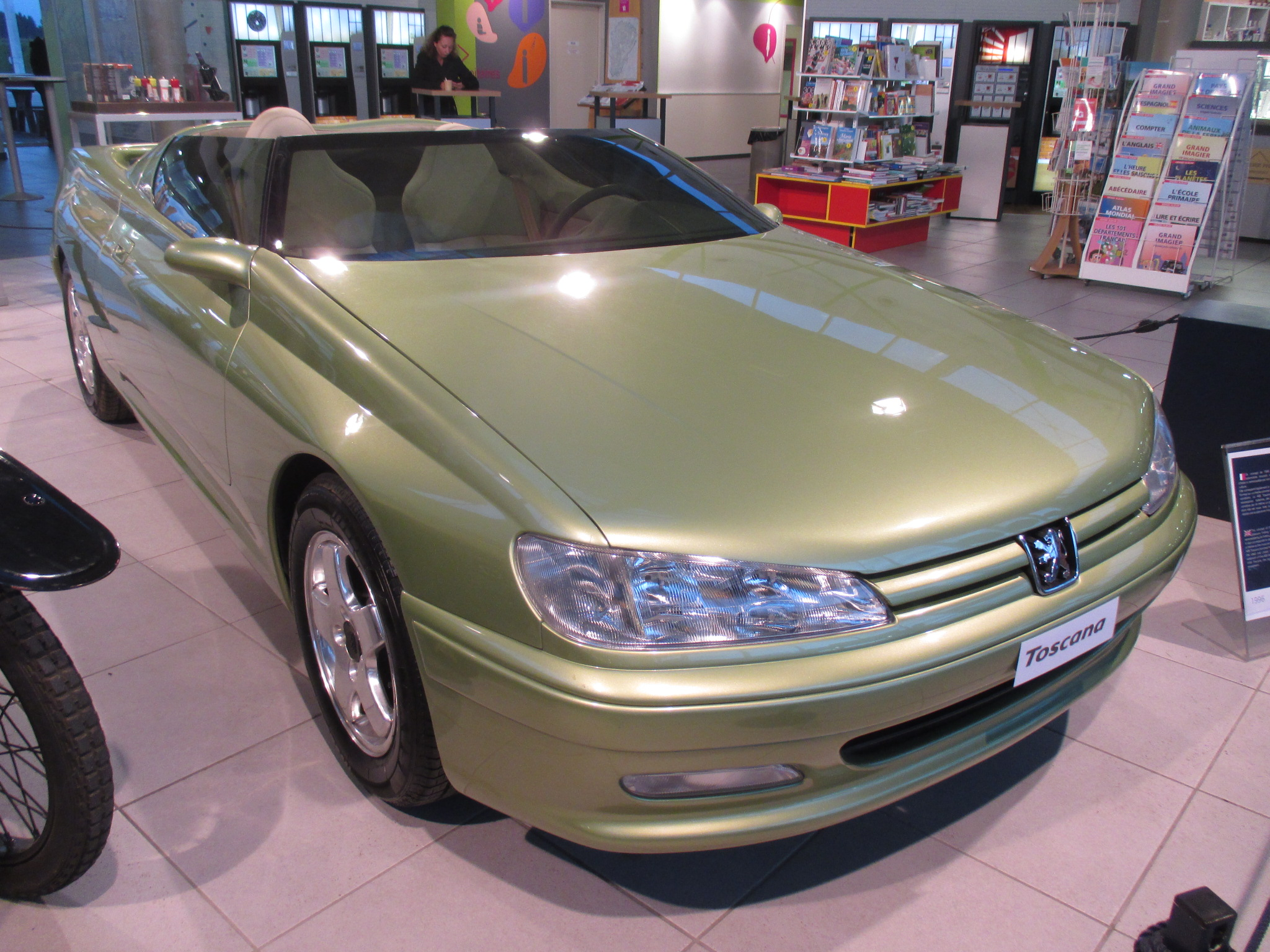
Peugeot 406 Concept Toscana, 1996.
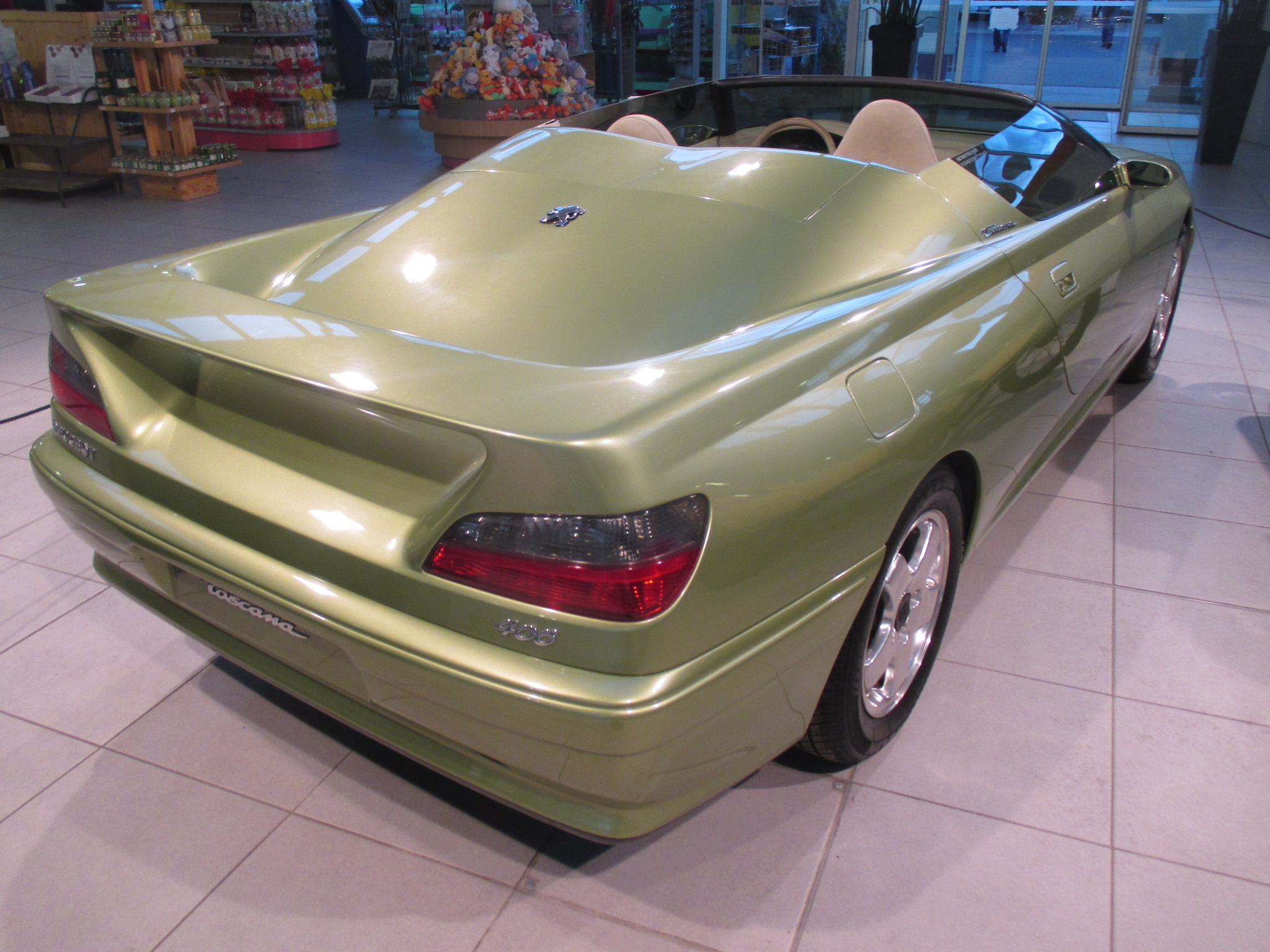
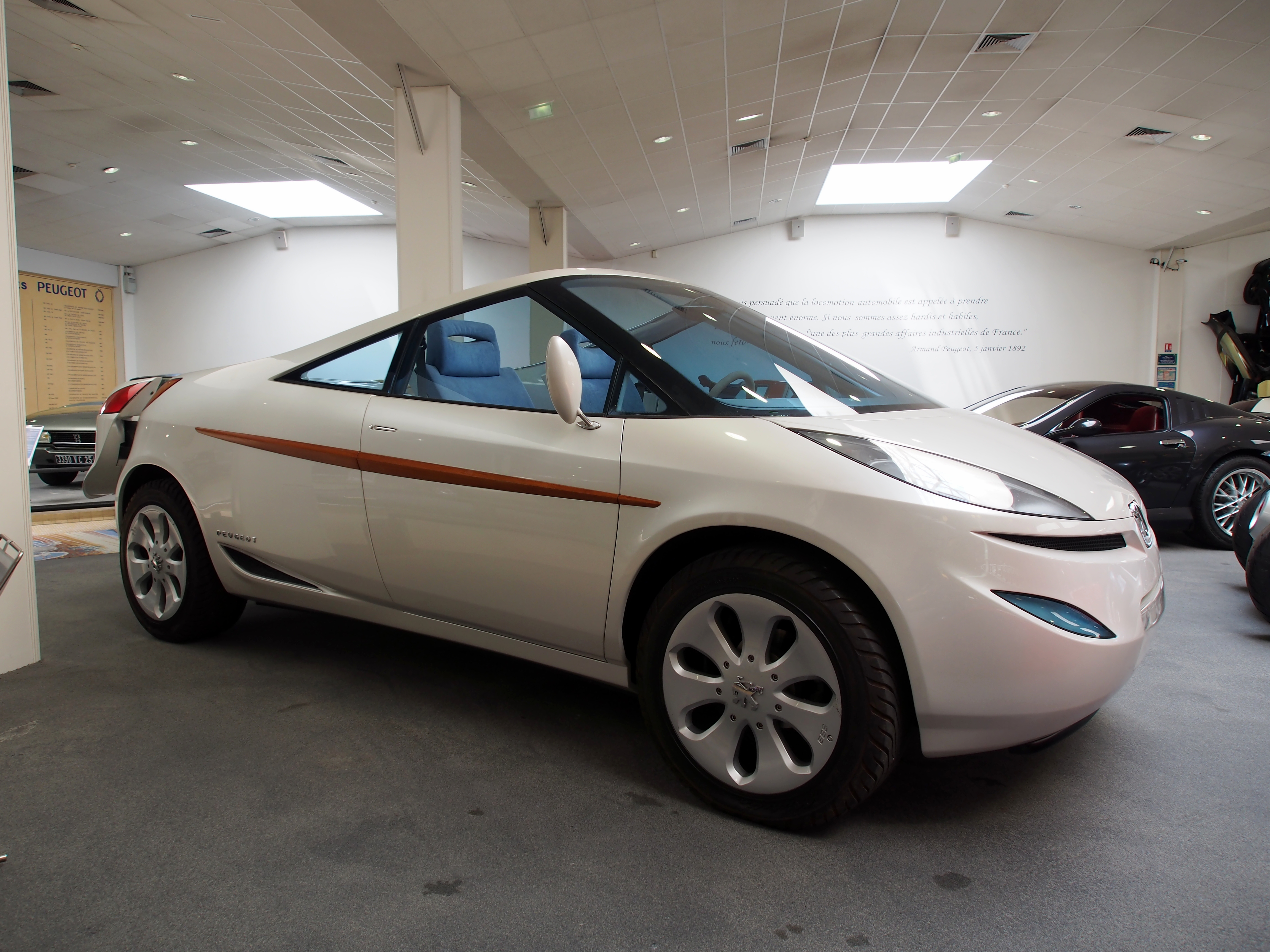
Peugeot 806 Runabout, 1997.
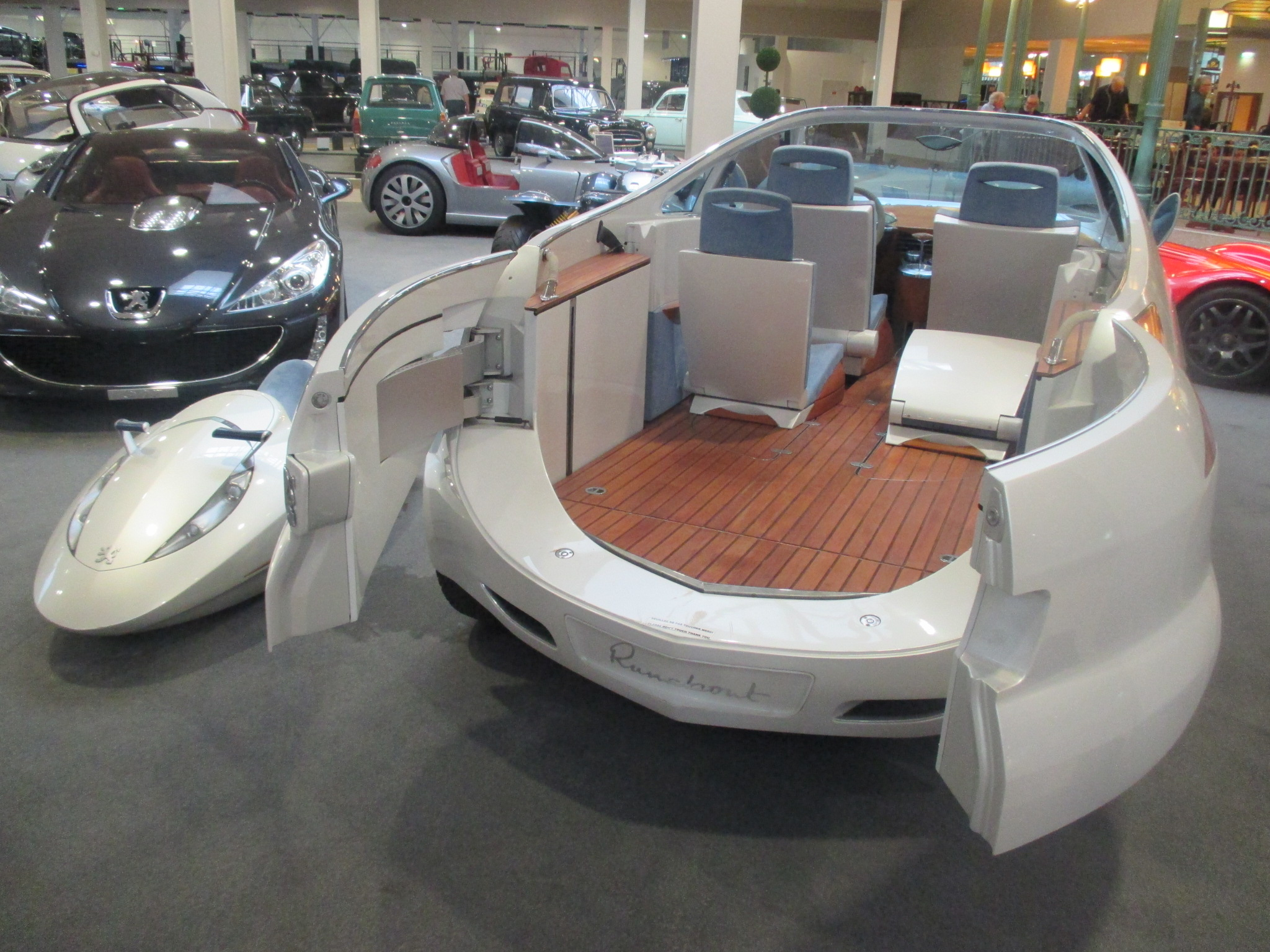

## Types de carrosseries spécifiques
Ces types de carrosseries plus spécifiques sont plus des sous-types ou des croisements de types ; ce sont souvent des appellations commerciales qui sont rentrées dans le langage courant :
- Berlinette (voiture de sport fermée et très basse, voir Alpine A110) ;
- Berline décapotable et landaulet ;
- Coupéspace ;
- Coupé/cabriolet avec toit escamotable (rigide ou souple) ;
- Barchetta
- Crossover, mélange des autres types dans un même véhicule ;
- Ludospace ;
- Monospace ;
- Minispace ;
- SUV.